# Společenstvo Prstenu
Společenstvo Prstenu je název prvního ze tří svazků románu Pán prstenů anglického autora Johna Ronalda Reuela Tolkiena. Po něm následují Dvě věže a Návrat krále. Skládá se ze dvou knih (částí), první obsahuje dvanáct kapitol, druhá deset kapitol. Děj knihy vypráví o dobrodružné a nebezpečné cestě hobita Froda Pytlíka s Prstenem moci. Na jeho putování mu pomáhá titulní společenstvo Prstenu, jehož rozpadem svazek končí. Poprvé bylo Společenstvo Prstenu vydáno 29. července 1954 ve Velké Británii nakladatelstvím Allen & Unwin.

## Okolnosti vydání
Poté, co si Rayner Unwin (syn a spolupracovník nakladatele Stanleyho Unwina) vyzvedl 19. září 1952 od Tolkiena rukopis Pána prstenů, dospěl k názoru, že z ekonomického hlediska bude nejvýhodnější román vydat ve třech svazcích prodávaných po 21 šilincích, což byla ovšem i tak vyšší cena, než bylo v té době u románů běžné. Každá z částí měla být vydána pod vlastním jménem, aby čtenáře nevystrašil značný rozsah díla a aby se románu dostalo u každého svazku nové sady recenzí. Po náročných debatách se s Tolkien s Raynerem Unwinem dohodl na názvech Společenstvo Prstenu, Dvě věže a Návrat krále. Tolkienův syn Christopher na poslední chvíli zajistil mapy, které jsou vydávány jako součást publikace – mapu Středozemě a plánek Kraje. Jedním ze zvažovaných názvů byl také Návrat stínu (The Return of the Shadow).
Vydání prvního svazku provázely potíže; vzhledem k finančním nákladům nebylo možné realizovat některé autorovy požadavky (rudé písmo na Prstenu, faksimile ohořelé stránky knihy z komnaty Mazarbul) a Tolkien musel některé své pravopisné volby (například
„elven“ místo v té době obvyklejšího „elfin“) bránit před tiskařskými změnami. Publikace konečně vyšla 29. července 1954. Na nakladatelskou záložku přispěl svým textem Richard Hudges, Naomi Mitchinsonová (srovnávala knihu se science-fiction a dílem Thomase Maloryho) a C. S. Lewis (přispěl srovnáním s Ludovicem Ariostem). Poslední jmenovaný byl také autorem první recenze Společenstva Prstenu. Vyšla 14. srpna 1954 v časopise Time & Tide a vyzněla neobyčejně pochvalně; Lewis napsal, že v „divné“ a „chorobně protiromantické“ době je návrat k velkolepé hrdinské romanci úlevou. Další recenze nebyly tak bezvýhradně nadšené (někteří kritikové zavrhovali černobílé rozlišení dobra a zla, prozaický styl a nedostatek žen a náboženského ducha), i tak se však mnozí obdivovali síle obraznosti a vypravěčského umění. Pozitivní ladění recenzí vedlo k dobrým prodejům, rychle se rozprodal původní náklad 3500 výtisků a po měsíci a půl muselo nakladatelství objednat dotisk. Ve Spojených státech vyšlo Společenstvo Prstenu v říjnu 1954 v nakladatelství Houghton Mifflin a rovněž se setkalo s velkým zájmem čtenářů. Svůj podíl na tom měly pochvalné články Tolkienova přítele a básníka W. H. Audena v New York Times.
Grafickou úpravu obálky prvního vydání navrhl a vytvořil sám Tolkien. Ve středu obálky se nachází Jeden prsten, je obkroužený nápisem v tengwar, sám pak obsahuje černou plochu se Sauronovým okem. Nad Prstenem je umístěna Narya, prsten ohně, jejž nosí Gandalf a jímž je zdůrazněn čarodějův vzdor vůči Temnému pánu. V alternativních, nepoužitých návrzích se vlevo a vpravo dole objevily také dva zbývající elfské prsteny, Nenya (prsten vody) a Vilya (prsten vzduchu), oba s kamenem obráceným ke středu obálky.

## Stručné shrnutí děje

### Kniha první
Na počátku příběhu se hobit Frodo, synovec a dědic Bilba Pytlíka, dozví od čaroděje Gandalfa, že jeho prsten, který zdědil po Bilbovi (jak ten jej nabyl, se popisuje v předchozí části příběhu, v knize Hobit), považovaný jím za víceméně hračku, je ve skutečnosti Jeden prsten, který si kdysi vyrobil Temný pán Sauron a nechal do prstenu přejít značnou část své moci, aby si s jeho pomocí podrobil obyvatele Středozemě, především elfy. Dozví se, že Sauron byl kdysi dávno poražen a prsten mu byl odňat, nyní však opět získal svou ztracenou moc a touží Jeden prsten získat zpět. Je pravděpodobné, že se již Sauron dozvěděl o Bilbovi, a proto musí Frodo opustit Kraj, aby se Prstenu Sauron nezmocnil. Frodo se spolu se svým zahradníkem Samvědem Křepelkou (Samem) a přáteli Smělmírem Brandorádem (Smíškem) a Peregrinem Bralem (Pipinem) vydává na Gandalfovu radu do elfského sídla Roklinky, kam Sauronova moc nesahá a kde se má rozhodnout o dalším osudu Prstenu.
Brzy je odhalí Černí jezdci, Prstenové přízraky, Sauronovi služebníci, a hobiti jsou nuceni celou cestu prchat před jejich pronásledováním. Přes další nebezpečí (málem podlehnou zlému duchu mohyly v Mohylových vrších) se dostanou do městečka Hůrky, kde se seznámí s Aragornem, dědicem starobylé lidské říše Gondor na jihu Středozemě, jenž se však hobitům představí jako hraničář Chodec. Aragorn nabídne hobitům pomoc s cestou do Roklinky. Tam skutečně dorazí, i když jsou cestou na vrchu Větrově téměř polapeni Prstenovými přízraky; Frodo je těžce zraněn (v Roklince je opět uzdraven, ne však zcela).

### Kniha druhá
V Roklince uspořádá pán Elrond poradu, jíž se zúčastní elfové, lidé, trpaslíci, Frodo se svými hobitími přáteli a čaroděj Gandalf. Elrond přítomným vypoví příběh Prstenu a v následné debatě, jak s ním naložit, je rozhodnuto, že jediný způsob, jak zamezit, aby se kdy opět dostal do Sauronovy moci, je zničit ho na místě, kde byl vyroben, tedy v srdci Sauronovy říše Mordoru v Puklinách osudu, průrvě ohnivé hory Orodruiny (Hory osudu). Protože se nikdo nechce dobrovolně do tak nebezpečného místa vydat, nabídne se nakonec Frodo.
Jeho nabídka je přijata a jsou mu ustanoveni společníci mající mu pomáhat na cestě: všichni jeho hobití přátelé, Aragorn, Gandalf, elf Legolas, trpaslík Gimli a Boromir, syn vládnoucího správce Gondoru. Družinu (Společenstvo Prstenu) zavede cesta do starobylé, nyní opuštěné podzemní trpasličí říše Morie, kde probudí démona z dávných časů, balroga (původ tohoto démona je vysvětlen v Silmarillionu). Gandalf, dosavadní vůdce výpravy, se v souboji s balrogem zřítí do propasti, zbylí členové družiny uniknou do elfské lesní říše Lothlórien. Jeho vládce Celeborn s chotí Galadriel poskytnou výpravě pomoc, družina dále putuje po Velké řece Anduině divočinou na jih směrem ke gondorské říši.
Před Rauroským vodopádem jsou poutníci nuceni opustit řeku, při tom se Boromir pokouší Frodovi sebrat prsten, po němž během cesty zatoužil. Vzápětí je družina napadena Uruk-hai, plemenem ohavných služebníků Saurona a Sarumana, míšenci mezi lidmi a skřety. Děj končí, když se Frodo rozhodne po zkušenosti s Boromirem jít do Mordoru sám (se Samem), aby Jeden prsten nepokoušel i ostatní.

## Kompozice knihy

### Předmluva

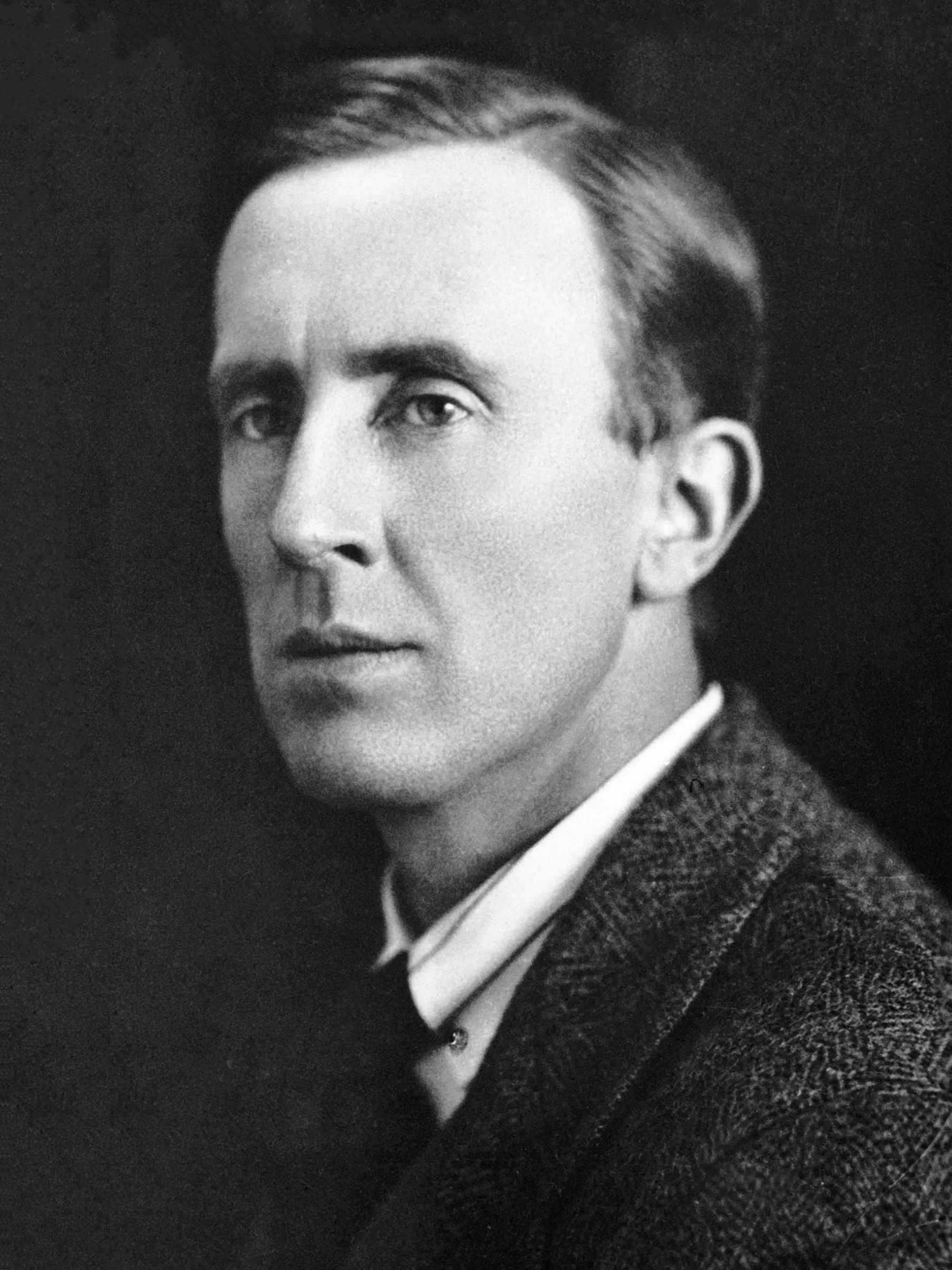
J. R. R. Tolkien ve 20. letech dvacátého století

V předmluvě hovoří autor především o vzniku románu Pán prstenů a o interpretaci svých děl. Uvádí, že Pána prstenů začal psát ihned po dokončení Hobita, text však nadlouho odložil poté, co se rozhodl věnovat příběhům ze Starých časů (později otištěných především v knize Silmarillion). I když se později ke vznikajícímu románu – povzbuzen zájmem čtenářů – vrátil, postupoval pomalu. V době vypuknutí druhé světové války příběh dospěl teprve k Balinovu náhrobku v Morii. Autor v předmluvě uvádí, že velká část textu vznikla právě mezi lety 1939 a 1945; kapitoly, které se později staly čtvrtou knihou (druhou částí Dvou věží), dokonce postupně zasílal synu Christopherovi sloužícímu u letectva.
Ve druhé části předmluvy se Tolkien vypořádává s názorem, že do svého díla zabudoval vnitřní význam či poselství. Tento pohled zcela odmítá a tvrdí, že probíhající válka na jeho psaní neměla vliv a že představy, že mělo jít o alegorii, jsou mylné. To dokazuje mimo jiné skutečností, že kdyby chtěl opravdu události světové politiky do svého díla zakódovat, nebyl by Prsten zničen; analogicky k výsledku druhé světové války by byl Prsten využit, Sauron zotročen a Barad-dûr okupována. Přestože Tolkien přiznává, že jako autor byl ovlivněn svou zkušeností, varuje před pokusy tento proces zachytit; upozorňuje, že události a myšlenkové proudy, které silně ovlivnily kritika, nemusely být stejně významné pro spisovatele, jakkoliv třeba oba, kritik i spisovatel, žili ve stejné době. Jako významnější události, které se podílely na utváření jeho osobnosti a světonázoru, jmenuje první světovou válku, v níž zahynula většina jeho přátel z mládí, a také neutěšenou situaci ve venkovské Anglii, jejíž krajina byla již od Tolkienova raného dětství „mrzce ničena“. Současně přiznává, že v rámci čtenářské svobody je přirozeně možné románové události na aktuální svět aplikovat. Jak zachycuje Anne C. Petty, silná skepse vůči alegorii byla Tolkienovi vlastní a projevuje se také v jeho korespondenci. V jednom z dopisů Tolkien přímo tvrdí, že jsou mu užívání symboliky a vědomá alegorizace jako způsob myšlení zcela cizí: jako příklad nesmyslné úvahy uvádí ztotožnění pěti čarodějů se pěti smysly člověka či chápání skřetů jako komunistů. Při pátrání po pramenech Tolkienova díla však čtenáři a badatelé autorovi přání často nerespektují. Objevují se interpretace ztotožňující rasy Středozemě se sedmi smrtelnými hříchy, chápání Saurona jako Satana, Hitlera či Stalina a podobně.

### Prolog
Prolog obsahuje čtyři části (O hobitech, O dýmkovém koření, O uspořádání Kraje, O nalezení prstenu) a Poznámku o Krajových letopisech. Na rozdíl od zbytku díla na sebe vypravěč v prologu bere podobu překladatele, který texty o hobitech, napsané Bilbem a Frodem (koncipované jako výňatky z Červené knihu Západní marky) přeložil, zajišťuje jejich vydávání a uvádí svým učeným komentářem.
První část, nazvaná „O hobitech“, zachycuje historii a zvyky národa hobitů, vzdálených příbuzných lidí. Hobiti jsou představeni jako drobný lid (dvě až čtyři stopy vysoký) se zálibou v pohodlí, hojnosti požitků a řemeslech. Mají se vyznačovat také zálibou v pestrých barvách a hustou srstí na chodidlech. Představeno je rozdělení na tři základní větve. Chluponozí původně přebývali v podhůří, stýkali se s trpaslíky a často žili v norách; Plavíni byli spřáteleni s elfy a nacházeli zalíbení v jazycích a umění; a Statové se méně obávali lidí a bylo možné je nalézt v okolí velké řeky Anduiny. Popis je veden z pohledu „dneška“, tedy doby poloviny dvacátého století, kdy už se hobiti lidem „úzkostlivě vyhýbají“ a „je těžké je nalézt“. Zdůrazněna je hobití láska k jídlu – později v románu se potrava a její konzumace často objevuje v narážkách, písních a básních či přirovnáních a frazémech, které postavy hobitů používají. Když se v jednom z dopisů sám Tolkien přirovnal k hobitovi, staví toto přirovnání na své lásce k „dobrému a prostému jídlu“; ale také na dalších hobitských charakteristikách jako láska k zahradám, kouření, domáckému životu, humoru, pozdnímu uléhání a pozdnímu vstávání.

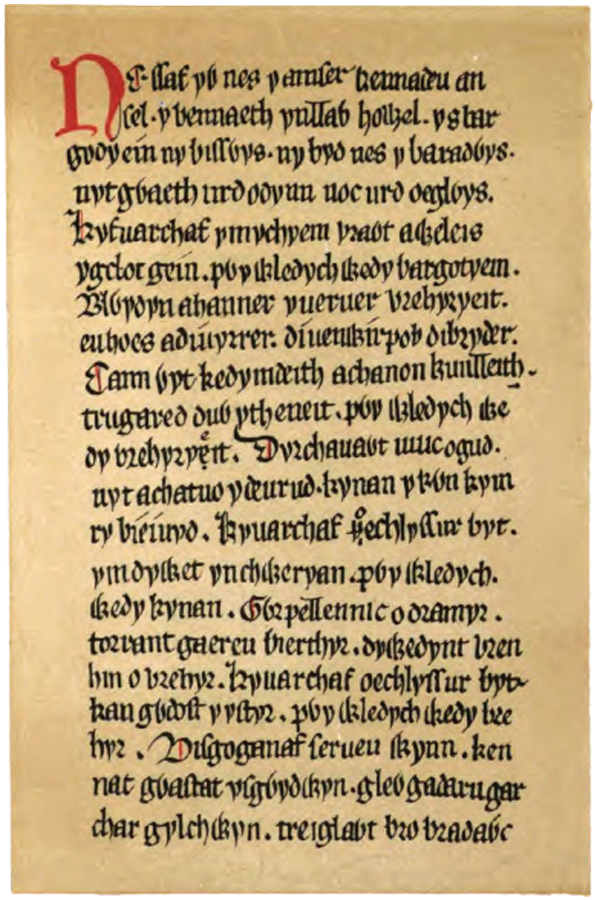
Faksimile listu Červené knihy hergestské, jež svým názvem inspirovala Tolkiena k vytvoření Červené knihy Západní marky

Druhá část, pojmenovaná „O dýmkovém koření“, zachycuje zvláštní hobití zvyk nasávat dýmkami kouř hořících listů zvláštního „koření“, pravděpodobně příbuzného tabáku. Následuje dlouhý výňatek z Rostlinopisu kraje, jehož autorem je v rámci fikčního světa Smělmír Brandorád, jeden z hrdinů románu. V něm je za původní centrum kuřby označena vesnice Hůrka; v Kraji začal jako první pěstovat dýmkové koření Tobold Troubil z Jižní čtvrtky. Některými interprety bývá dýmkové koření svým působení přirovnáváno také k marihuaně, tento výklad však nemá oporu v textu – konopí je v Tolkienově světě známo a užíváno, avšak především k výrobě provazů.
Třetí část prologu, „O uspořádání Kraje“, je věnována správnímu dělení Kraje, tedy hobity osídlené oblasti, kde děj románu začíná. Kraj je popisován jako území rozdělené na čtyři čtvrtky (Severní, Jižní, Východní, Západní), s přežívajícím rozdělením na rodová území. Vně čtvrtek pak ležela Východní marka (Rádovsko) a Západní marka. V čele Kraje stál v době války o Prsten vladyka, titul v oné době již po mnoho generací v držení rodu Bralů. O pořádek se starali krajníci, představující obdobu policie; vzhledem k mírumilovnosti hobitů se však zabývali především ochranou hranic a naháněním zaběhlého dobytka. Rozdělení kraje na čtvrtky (farthings) je inspirováno yorkshirským správním rozdělením, které fungovalo na bázi tří třetin („ridings“, ze staršího „thridings“). Zároveň se jedná o slovní hříčku: slovo „farthing“ se ve starší britské mincovní soustavě užívalo také pro označení „čtvrťáku“, jedné čtvrtiny pence, což dále zdůrazňuje, jak nepatrné postavení hobiti v širém světě měli.
Čtvrtá část prologu, „O nalezení prstenu“, slouží jako připomenutí děje románu Hobit, případně jako jeho shrnutí pro čtenáře, kteří začínají Pánem prstenů. Stručně je popsána výprava čaroděje Gandalfa, třinácti trpaslíků a hobita Bilba Pytlíka k Osamělé hoře – především pak okamžik, kdy se Bilbo, poté, co se ztratil v Mlžných horách, náhodou sebral ze země kouzelný prsten a následně se setkal s Glumem, předchozím vlastníkem tohoto artefaktu. Pasáž „O nalezení prstenu“ má svůj význam také proto, že vysvětluje, proč byl původní text Hobita modifikován. Hobit byl původně napsán jako dětská kniha bez úzkých vazeb na Středozem a Bilbem nalezený prsten v jeho příběhu fungoval jako pouhý magický předmět bez duchovního náboje a bez zasazení do větší příběhové konstrukce. To bylo v souvislosti s Pánem prstenů nutné změnit. Zatímco první vydání Hobita z roku 1937 popisuje, že Glum slíbil Bilbovi dárek (prsten), vyhraje-li v hádankách, druhé vydání z roku 1951 již obsahuje jiné odvyprávění události, a sice takové, podle kterého by se Glum s Prstenem knihy dobrovolně nerozloučil. Diskrepance je v prologu vysvětlována jako důsledek vlivu Prstenu na Bilba – svou první verzi uveřejněnou ve svých pamětech údajně nikdy nezměnil, dokonce ani po událostech Pána prstenů.
Prolog uzavírá Poznámka o Krajových letopisech, která hlouběji rozpracovává myšlenku fiktivního překladu z Červené knihy Západní marky. Vysvětlen je zejména vznik tohoto artefaktu a jeho následných opisů v rámci smyšleného světa. Původně se jednalo o Bilbův cestovní deník, později doplněný o Frodovo vylíčení války o Prsten a také nejrůznější doplňky, genealogie, drobnější studie a záznamy. Díky této sebereferenci románu lze hledat jak vazby na postmoderní literaturu, tak na Tolkienova oblíbeného Beowulfa – rovněž v této raněstředověké básni se nachází pasáž o tom, jak dílo oslavující Beowulfovy hrdinské činy vzniklo. V pojednání o vzniku knihy lze vysledovat také autorův záměr zajistit si návaznost pro vydání dalších textů ze svého legendária – Tolkienovým plánem bylo vydat Silmarillion jakožto fiktivní překlad Bilbových překladů a poznámek, které nashromáždil během pobytu v Roklince.

### Děj první knihy

#### 1. Dlouho očekávaný dýchánek

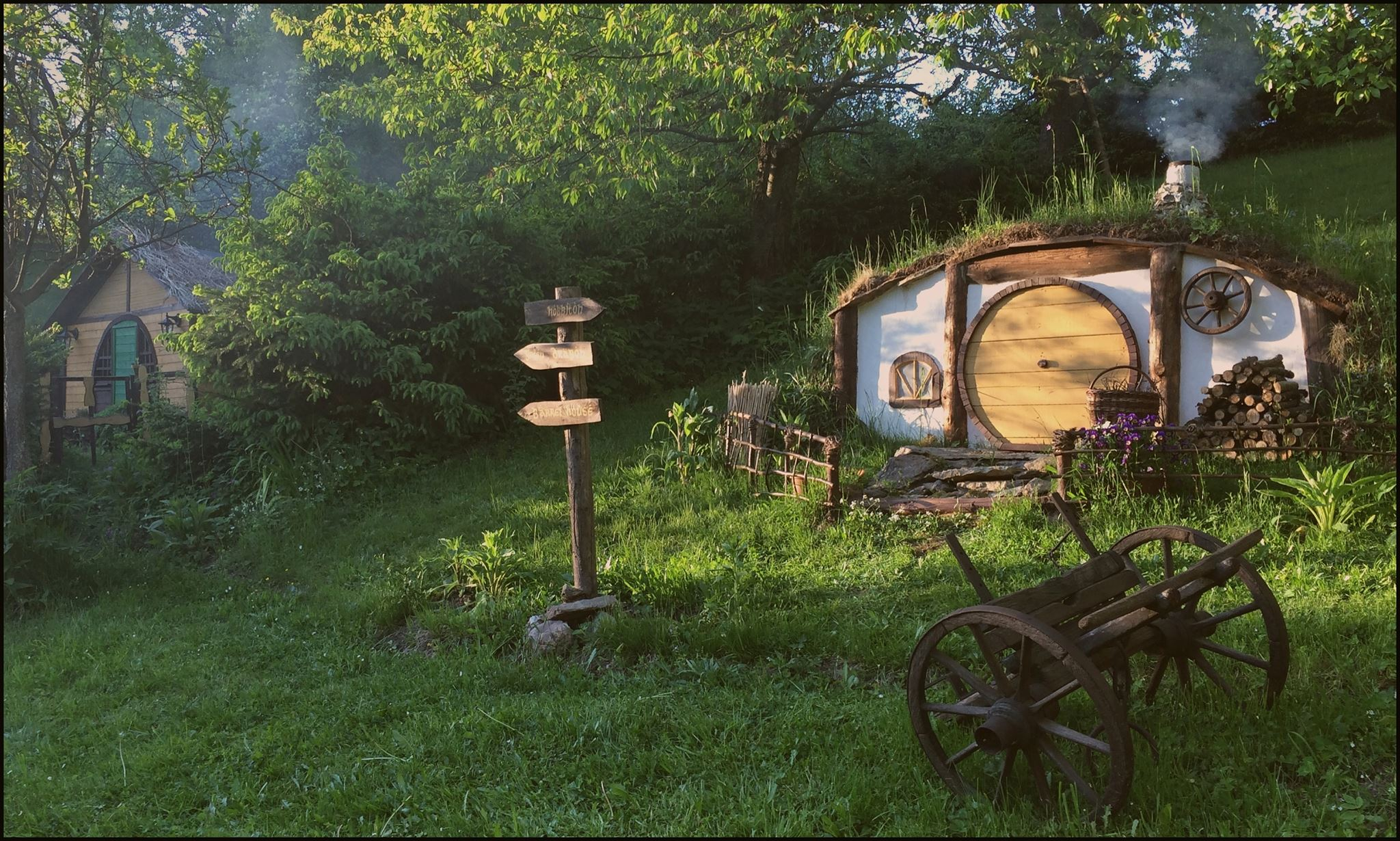
Český Hobitín v Orlických horách byl inspirován prostředím, v němž se odehrávají části Pána prstenů

Název úvodní kapitoly románu je hravou aluzí na první kapitolu Hobita, pojmenovanou „Neočekávaný dýchánek“. První kapitola Společenstva prstenu začíná shrnutím, co se stalo s Bilbem za šedesát let od konce jeho dobrodružství. Ukazuje se, že téměř nezestárl, což je předmětem údivu a závisti. Nikdy se neoženil, adoptoval jednoho ze svých synovců, Froda Pytlíka, a žije společně s ním ve Dnu pytle. Frodův „podezřelý“ původ (jeho matkou byla Primula Brandorádová z oblasti za řekou Brandyvínou, na dohled od podivného Starého hvozdu) a skutečnost, že přišel o oba rodiče, zrcadlí Tolkienův vlastní osud – také on se narodil na „podezřelém“ místě (v Jižní Africe) a před dosažením dospělosti osiřel.
Bilbovy sto jedenácté narozeniny vycházejí na stejný den jako Frodovo dovršení třiceti tří let věku, čímž mladší hobit dosáhne plnoletosti. Chystá se velkolepá oslava. Nálada v Hobitíně je demonstrována scénou z hospody, v níž se starý zahradník Pecka Křepelka snaží přesvědčit spolustolovníky, že pomluvy Bilba a Froda jsou neopodstatněné; zároveň je jeho prostřednictvím představena postava Sama Křepelky. Následuje podrobný popis narozeninové oslavy. Ta se koná 22. září a nese se ve znamení jídla, pití, tance a bujarého veselí. Důležitou roli sehrává čaroděj Gandalf, který zajišťuje ohňostroje a současně je Bilbovým důvěrníkem. Během slavnostního proslovu se starý Pytlík rozloučí se shromážděnými hobity, nasadí si kouzelný prsten a zmizí. Pak Bilbo vyrazí na dovolenou pryč z Kraje, jak již dlouho plánoval; prsten s těžkým srdcem (a díky čarodějově přesvědčivosti) nechává za sebou jako nejdrahocennější odkaz svému synovci. Bilbův zápas proti síle Prstenu, během kterého starý hobit v jednu chvíli mluví téměř jako Glum, je prvním z dlouhé řady podobných duchovních zápasů. Bilbo se odchodem vzdává nejen prstenu (a jeho hypotetické moci), ale také panského vlivu, kterým jako neobyčejně bohatý a urozený hobit vládne nad svými spoluobčany. Bilbovo zmizení zanechá narozeninové hosty zmatené a rozmrzelé, Frodovi se však podaří vášně uklidnit, také s pomocí četných dárků, jež Bilbo návštěvníkům zanechal; s organizací pomáhá Smíšek Brandorád. Nejvíce nespokojení jsou Pytlíkové ze Sáčkova, Oto a Lobelie, kteří by po Bilbovi dědili, kdyby starý pán neadoptoval Froda. Naneštěstí pro ně je závěť jasná, a tak odcházejí s prázdnou. Nakonec za Frodem přichází Gandalf: varuje ho, že kouzelný prsten může být nebezpečnějším předmětem, než se zdá, a doporučí mu, aby jej neužíval. Pak vyrazí shánět informace, slíbí nicméně, že se vrátí.
První kapitolu Společenstva prstenu Tolkien vícekrát přepisoval. Největší stylovou změnou proti původním plánům bylo vypuštění autorského vypravěče, který měl ve stylu Hobita popisovat a glosovat dění; tohoto postupu, typičtějšího pro dětskou literaturu, se Tolkien zbavil, když v průběhu psaní zjistil, že duch románu bude dospělejší, než očekával. Z podobných příčin zavrhl Tolkien také další záměry, které s pokračováním Hobita zpočátku měl: Bilbův úmysl se oženit a vyprávění o jednom z jeho předků a rovněž jméno Bingo Pytlík určené pro protagonistu. Původně se takto měl nazývat Bilbův syn, později adoptovaný synovec; protože však jméno znělo příliš dětinsky a pošetile, změnil ho na „Frodo“.

#### 2. Stíny minulosti
Život ve Dnu pytle pokračuje i po Bilbově zmizení bez větších změn. Frodo nadále každý rok slaví své i Bilbovy narozeniny; stejně jako předtím Bilbo, ani on zdánlivě nestárne, ačkoliv přemítá o tom, že by se časem také vydal na cesty. Do Kraje zároveň přicházejí neobvyklí pocestní a proslýchají se neblahé zvěsti o tom, že v zemi Mordor znovu stojí Temná věž. Neklid je opět demonstrován hospodským rozhovorem, tentokrát mezi Samvědem Křepelkou a Tedem Pískařem, mlynářovým synem. Zatímco Ted se „báchorkám“ směje, Sam je okouzlen a dojat představou elfů. Představení hospody coby center společenského života, kde se odehrávají všechny významné veřejné hovory a události (také v románu Hobit si Bilbo domluví schůzku s trpaslíky právě zde), vychází z poměrů za Tolkienova dětství, jež autor strávil v malé severoanglické vesnici Sarehole.

Nápis na Prstenu, v překladu: „Jeden prsten vládne všem, Jeden jim všem káže, Jeden všechny přivede, do temnoty sváže.“

Gandalf se konečně objeví s novinkami po devítileté nepřítomnosti; sedmnáct let od chvíle, kdy Bilbo zmizel. Sdělí Frodovi, že prsten, který zdědil, je jedním z Prstenů moci, které byly za dávných časů vykovány a které jsou sice mocné, avšak pro smrtelníky nebezpečné. Poté, co jej podrobí zkoušce hozením do ohně, zjistí, že jde dokonce o Jeden prsten, artefakt, který vykoval temný pán Sauron v Mordoru, aby všechny ostatní prsteny zotročil. Působením žáru ohně vyvstane na prstenu nápis v Černé řeči. V románu je na toto místo vložen ručně psaný přepis prstenových veršů v tengwar. Příprava této faksimile trvala Tolkienovi dlouho, jelikož v té době zápolil s fibrositidou a nápis se mu pokaždé zdál příliš kostrbatý a nehezký. V odeslaném konceptu navíc udělal chybu – místo znaku pro „gh“ užil grafém označující „kh“. Nakladatelství na poslední chvíli zajistilo opravu, avšak ve výročním vydání po padesáti letech (v roce 2004) se do knihy opět vloudila chybná varianta s „kh“.
Gandalf se pak rozhovoří o tom, že Devět prstenů určených smrtelným mužům již Sauron stáhl opět k sobě, Sedm trpaslických bylo ztraceno nebo zničeno a Tři elfské jsou ukryty. Sauronovi však schází pouze Jeden prsten k tomu, aby opět získal svou dávnou moc a ovládl Středozem. Čaroděj vypráví o osudech Prstenu: potom, co byl po dobytí Temné věže ve válce posledního spojenectví elfů a lidí Sauronovi vzat, ztratil se na Kosatcových polích, kde byl Isildur přepaden a zahuben skřety. V řece jej následně našel Déagol z říčního lidu, národa příbuzného hobitům. Déagola v touze po Prstenu zavraždil Sméagol. Postupně se proměnil v Gluma a ukryl se pod Mlžné hory, odkud o staletí později Prsten odnesl Bilbo. Gandalf prohlásí, že Prsten musí být zničen, avšak běžnými prostředky to není možné učinit. Kromě toho tuší, že Sauron již od Gluma zjistil, že Prsten je v Kraji, takže je nutné ho poslat pryč. Mezitím se ukáže, že Samvěd celou dobu poslouchal pod oknem. Gandalf jej přistihne, a aby zůstalo tajemství zachováno, přikáže mu, aby odešel z Kraje spolu se svým Pánem. Sam je nadšen, že uvidí elfy – tato fascinace krásou a vznešenými příběhy cizí kultury stojí na počátku jeho touhy po dobrodružství, podobně jako Bilba zlákala vyprávění a písně trpaslíků. Okouzlení elfy se u Samovy postavy vrací i dále v příběhu, kdy postupně dochází k jeho přerodu z posluchače v protagonistu příběhu a vypravěče.
Kapitola „Stín minulosti“ je jednou z nejranějších částí Pána prstenů, vznikla již v roce 1938 pod názvem „Starobylá historie“ a zabývala se dějinami Prstenu mnohem podrobněji. Teprve v roce 1947 do textu Tolkien razantně zasáhl – většinu vyprávění o dávné minulosti přesunul do čtrnácté kapitoly (Elrondova rada), naopak připojil vysvětlení, jak k Prstenu přišel Bilbo. V souvislosti s tím v této době také přepsal příslušnou část Hobita, aby navazujícímu příběhu odpovídala.

#### 3. Tři dělají společnost

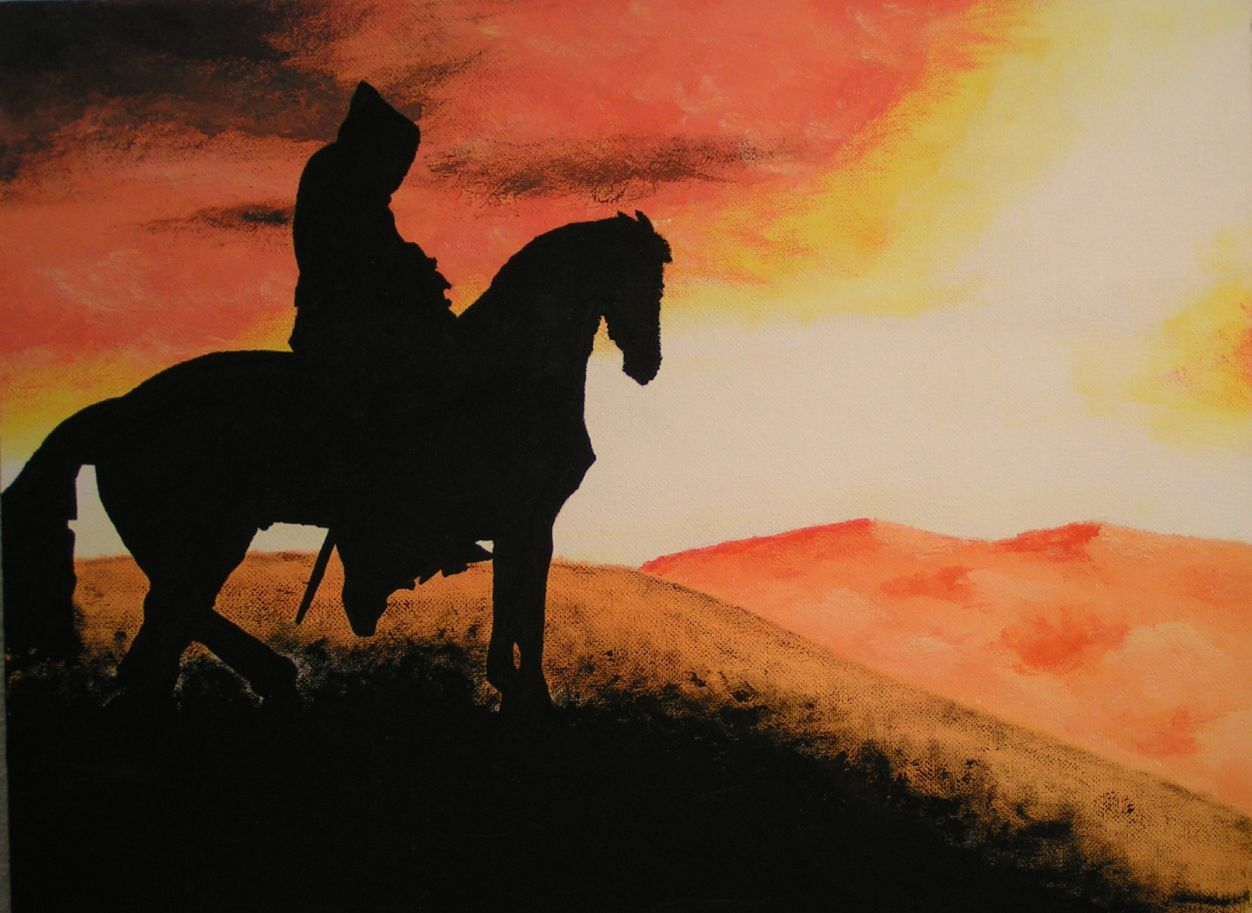
Vyobrazení Černého jezdce

Na čarodějovo pobízení se Frodo rozhodne, že v tajnosti opustí Kraj a vydá se do Roklinky. Aby jeho odchod zůstal utajen a aby se stihl rozloučit s milovanými místy, naplánuje si, že vyrazí až na podzim. Dno pytle prodá Pytlíkům ze Sáčkova a sám předstírá, že se bude stěhovat do Rádovska, kde si pořídil dům. Pro potěšení jde se svými přáteli, Samem a Pipinem, pěšky, zatímco Smíšek jede s věcmi do nového domu napřed. Cesta začíná příjemně, Frodo je však zneklidněn, neboť Gandalf, který vyrazil sbírat novinky, se nevrací. Kromě toho se objeví záhadná osoba na černém koni. Ukryté hobity sice nespatří, avšak větří a chová se podivně; Frodo pocítí chuť nasadit si Prsten, ale jezdec se mezitím vytratí. Sam pak ostatním sdělí, že podobný jezdec se už v Hobitíně vyptával Samova otce na Pytlíky. Večer se hobiti s pátrajícím jezdcem setkají podruhé, avšak zažene jej zpěv přicházejících elfů, které vede Gildor Inglorion z domu Finrodova. Tato postava měla sloužit jako přímá vazba na Silmarillion, vzhledem ke skutečnosti, že elfský princ Finrod Felagund se původně jmenoval Inglor Felagund, jeho otec Finarfin byl Finrod; přízvisko Inglorion by pak naznačovalo, že jde o Inglorova syna. Poté, co bylo jméno Inglor z příběhů Prvního věku vypuštěno, není již přesná povaha Inglorovy vazby na staré časy zřejmá.
Elfové jsou zaraženi, že potkávají tři hobity v noci v lese. Když se však dozvědí o černých jezdcích, nabídnou poutníkům, že mohou společně přenocovat. Vezmou hobity do lesní síně, kde je pohostí chlebem, ovocem a vonnými nápoji. Gildor sice nezná důvod Frodova odchodu z Kraje, avšak uvědomuje si, že jej pronásleduje Temný pán, a radí mu, aby si dával pozor. Frodo elfy ohromí a potěší znalostí jejich jazyka, kterému se částečně naučil od Bilba. Zazní zde pozdrav „elen síla lúmenn' omentielvo“ (hvězda svítí na hodinu našeho setkání), který je jedním z mála příkladů quenijštiny v textu románu. Sám Tolkien s nadsázkou naznačil, že hybnou silou pro napsání celého díla byla touha vytvořit svět, ve kterém bude uvedená věta běžným pozdravem.

#### 4. Zkratkou na houby
Když se hobiti druhého dne probudí, elfové jsou už pryč, strach z pronásledování temnými jezdci ale trvá. Frodo se rozhodne, že opustí cestu a zkrátí si cestu přes louky, mokřady a lesy. To se ukáže být moudrým rozhodnutím – u Pařezovského potoka si poutníci povšimnou, že na vrcholu stráně, ze které právě sešli, stojí černá postava s koněm. Později také zaslechnou podivný výkřik, ve kterém zaznívají slova, a přestože nemají žádný důkaz, že jej vydal jezdec, jsou ještě více znepokojeni.
Cestou k řece Brandyvíně procházejí obdělanou krajinou a rozhodnou se navštívit usedlost statkáře Červíka; Frodo přitom stydlivě přizná, že z něj a z jeho psů měl dlouho hrůzu, protože mu v dobách svého uličnického mládí chodil krást houby, a když byl přistižen, dostal výprask. Červík je přivítá ve své usedlosti a sdělí jim, že ho černý jezdec toho dne navštívil, vyptával se po Pytlících a nabízel za informace zlato. Následně hobity pohostí bohatou večeří s pivem, houbami a poctivou venkovskou stravou. Po hostině je už za tmy odveze mlhou k přívozu přes Brandyvínu; cestou se sice objeví postava, která se ptá po Pytlíkovi, ale ukáže se, že je to pouze Smíšek, který ostatním jel naproti. Ve starších verzích textu byl Prsten užíván lehkovážně, mimo jiné na vyděšení statkáře Červíka létajícím korbelem piva. Červík měl být také původně příbuzným Toma Bombadila, a tedy nikoliv hobitem.

#### 5. Odhalené spiknutí
Čtyři hobiti přeplují na pramici Brandyvínu do Rádovska, východní kolonie kraje mezi řekou a Starým hvozdem. V přístavišti, ze kterého právě odpluli, přitom zahlédnou obrys, v němž vytuší svého pronásledovatele. Odeberou se do Frodova nového domova ve Studánkách, odlehlého a nízkého domku, kde je očekává Cvalimír Bulva, poslední z Frodových blízkých přátel.
Po lázni, kdy se zpívá koupelnová píseň, se Frodo odhodlává sdělit ostatním, že odchází z Kraje. Ukáže se však, že Pipin a Smíšek už o celé věci vědí, jelikož to odhadli podle Frodova podezřelého chování. Jsou dokonce obeznámeni s Bilbovou knihou a existencí Prstenu. Frodo je zpočátku zaražen, ale nakonec potěšen. Souhlasí s tím, aby jej kromě Sama doprovázeli i Pipin a Smíšek, zatímco Cvalimír má zůstat ve Studánkách a střežit dům. Ostatní plánují druhý den vyrazit na cestu, nikoliv však po silnici, nýbrž přes Starý hvozd, aby se vyhnuli jezdcům a svůj odchod z Kraje utajili. V noci pak sní Frodo o Moři a vysoké bílé věži, ke které se snaží vyšplhat, načež se zableskne a zaduní hrom. Tento úsek je pozůstatkem delšího snu, který zachycoval Gandalfův střet s Černými jezdci; Tolkien však později tento nápad vyškrtl ve prospěch Gandalfova uvěznění na Orthanku.

#### 6. Starý hvozd

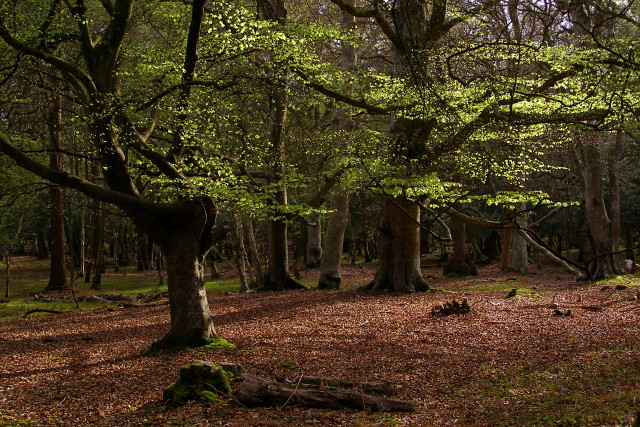
Na myšlenku Starého hvozdu Tolkiena patrně přivedl anglický New Forest (Nový les)

Brzy ráno vyrážejí hobiti s poníky a zavazadly do Starého hvozdu, který má pověst podivného místa, kde je vše živé a nepřátelské vůči vetřelcům. Čtveřice sice několikrát ztratí stezku, dostane se však až k holému pahorku, odkud se mohou rozhlédnout. Od pahorku míří na sever, aby došli k Cestě, avšak v cestě jim stojí neprostupný terén. Les je nasměruje přímo do svého nitra, do údolí řeky Opletnice. Neproniknutelný a nepřátelský Starý hvozd je možné chápat jako Tolkienovu takřka parodickou narážku na New Forest, kultivovaný a přehledný jihoanglický les, od normanského období určený pro královské hony, v moderních časech pak zasvěcený příjemnému turistickému vyžití.
Podél Opletnice se vine pěšina a hobiti po ní vyrazí, uspává je ovšem polední vedro a nakonec usnou u rozměrné vrby. Sam spánek přemůže a odklopýtá dohlédnout na poníky. Když se vrátí, zachrání nejprve Froda, kterého drží kořen vrby pod vodou, a pak se pokouší pomoci Smíškovi a Pipinovi, které vrba drží kořeny. Frodo nakonec zavolá o pomoc a objeví se Tom Bombadil. Tento tajuplný muž si při chůzi radostně zpívá a pomocí zpěvu také začaruje Dědka Vrbáka a donutí ho, aby pustil Smíška s Pipinem. Následně pozve hobity na večeři a odvede je do svého domu. Tomovo zaříkávání je jedním z mála případů, kdy se tato čarodějná praktika v románu objevuje, přestože jde o jeden z významných žánrů staroanglické slovesné tvorby.

#### 7. V domě Toma Bombadila
V Tomově domě se hobiti setkávají s půvabnou Zlatěnkou, dcerou Řeky a Bombadilovou chotí. Frodo se snaží vyzvědět, kdo vlastně Tom je, ale hostitelka odpovídá vyhýbavě – nejprve říká, že prostě „je“, pak tvrdí, že je Pán lesů, vod a kopců, ale že nevlastní nic, co žije a roste. Po veselé večeři se zpěvem a recitací stráví hobiti pod Bombadilovou střechou noc. Frodo znovu sní, tentokrát o věži, ze které z okřídlený stín odnese muže, zatímco vespod se ozývá křik a vytí; vidí také cválající černé jezdce – v této fázi příběhu dospěl Tolkien k definitivnímu rozhodnutí ohledně příčiny Gandalfova zdržení. Neměl jí být útok Černých jezdců a Gandalfovo obležení v elfí věži, nýbrž uvěznění čarodějem Sarumanem na jeho věži Orthank. Z vrcholku je Gandalf zachráněn orlem. Na konci kapitoly je pak triáda Frodových snů dokončena: třetí sen je však již nedějový, lyrický, a obsahuje popis pobřeží Amanu, tedy Zemí neumírajících.

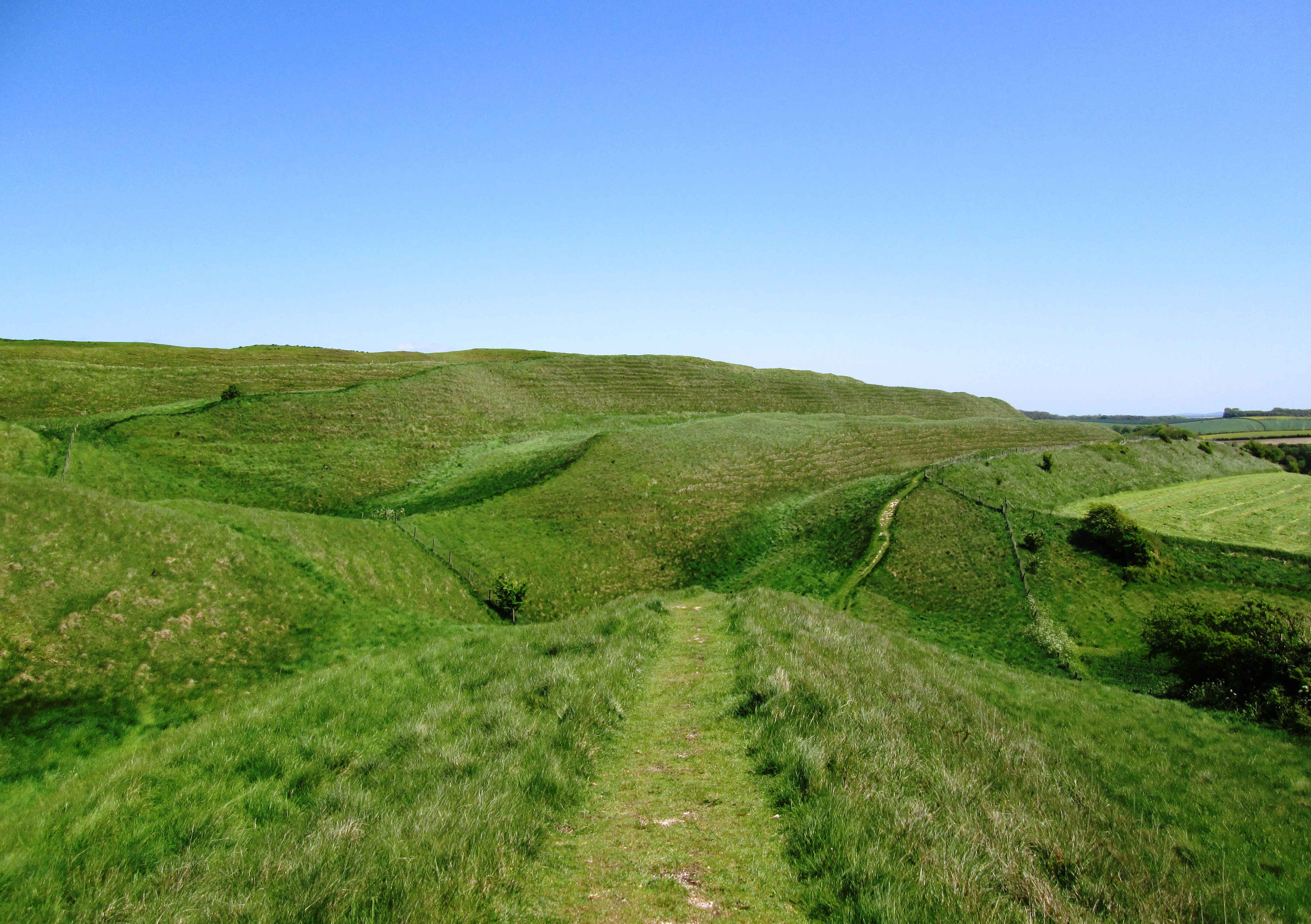
Zbytky opevnění na Maiden Castle, možném zdroji inspirace pro Mohylové vrchy

Druhý den pobytu u Bombadila hustě prší, a tak se hobiti rozhodnou v domě ještě setrvat. Tom jim vypráví o životě ve Starém hvozdu a tvorech dobrých i zlých. Zmíní také území na východ od lesa, kde se za dávných časů válčilo; královstvíčka však již zanikla a zůstaly po nich pouze mohyly, v jejichž útrobách obcházejí přízraky. Historii této části Středozemě patrně ovlivnily vykopávky, které prováděl Mortimer Wheeler v dorsetském hradišti Maiden Castle, a jeho barvité články v The Times o válkách a římském pobití místního obyvatelstva. Neolitické a anglosaské mohyly jsou součástí anglické krajiny – Tolkien se pravděpodobně inspiroval návštěvou mohyly Wayland's Smithy, ležící poblíž Bílý kůň z Uffingtonu) –, představa o nebezpečných nemrtvých, kteří v nich číhají, však pochází zejména ze staroseverského prostředí, zejména s odkazem na islandskou Ságu o Grettim.
Ukáže se také, že Bombadil je na světě už od jeho počátku a vše, o čem hovoří, viděl – prohlásí o sobě, že je „nejstarší“. Při večeři si pak dokonce od Froda vyžádá Prsten a nechá ho na okamžik zmizet, aniž by byl pokoušen jeho svody. Bombadilova překvapivá moc vedla četné čtenáře k úvahám, co je postava v rámci legendária zač a zda nemůže jít o ztělesnění samotného Erua (Boha). Tolkien tyto úvahy odmítl, sám však otázky po Tomově původu zodpovědět nedokázal – pro příběh jako takový podle něj důležitý není, má však reprezentovat a zachycovat něco důležitého, byť takřka nepopsatelného.

#### 8. Mlha padá na Mohylové vrchy
Následujícího dne hobiti i s poníky dům opustí, zatímco je Zlatěnka pobízí, aby si pospíšili, aby se vrátili na cestu do Hůrky před západem slunce. Hobiti se však zastaví na oběd na travnatém kopci a po jídle usnou. Probudí se až při západu slunce, kdy vrcholek ze všech stran obklopuje mlha. Pustí se do ní, avšak zabloudí a polapí je mohylový duch. Uvězní je ve svém příbytku: jsou oblečeni do bílých šatů, ozdobeni šperky a přes hrdla mají položen dlouhý meč.
Duch započne s temným zaříkáváním. Účel jeho počínání není z textu zcela jasný a situace působí jako jedno z mnoha dílčích nebezpečí bez vztahu k hlavnímu ději. Tolkien si později byl této epizodičnosti prvních knih Pána prstenů vědom a uvažoval nad možností propojení prostřednictvím Černokněžného krále – s tím, že bytosti a živly, které na hrdiny v prvních částech románu útočí (Dědek Vrbák, mohylový duch, Caradhras), jsou jím navedeny.

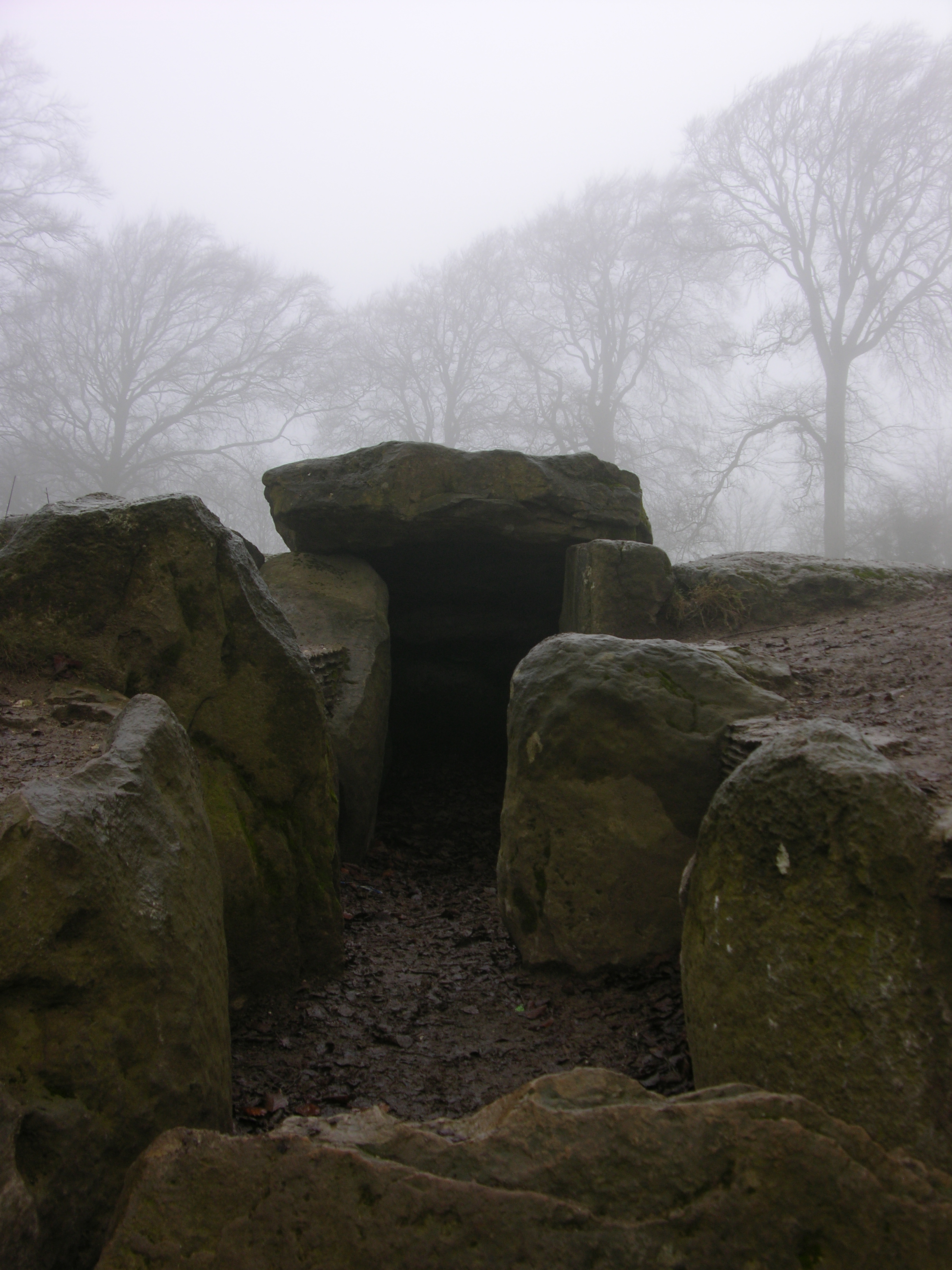
Vstup do mohyly Wayland's Smithy, která mohla posloužit jako zdroj inspirace pro sídlo mohylového ducha

Frodo, který během duchova počínání jako jediný bdí, uvažuje, zda si nenasadit Prsten, nakonec však odolá a místo toho přesekne mečem přízračnou ruku. Pak přivolá rýmovačkou Toma Bombadila; ten ducha zažene a vyvede hobity na ranní slunce. Zatímco snídají, přinese jim starobylé nože z pokladu mohyly – byly vykovány proti Černokněžnému králi z Angmaru a hobiti je mohou používat jako meče. Bombadil je pak doprovodí až na hranici své země a doporučí jim hostinec U Skákavého poníka v Hůrce. Adaptace celou epizodu s Bombadilem obvykle vypouštějí, protože však jeden ze starobylých nožů hraje důležitou roli v Návratu krále, musejí si poradit s tím, jak vysvětlit, že je hobiti získají – v Jacksonově adaptaci jim zbraně později předá Aragorn a není jasné, jak je možné, že má po ruce meče hobití velikosti.

#### 9. U Skákavého poníka
Kapitola začíná popisem Hůrecka, kde pospolu žijí hobiti a velcí lidé – styky Hůrky s Krajem však upadají a Krajané považují místní obyvatelstvo za venkovské a nezajímavé. Frodo s přáteli dorazí do vsi až v noci a jsou vpuštěni vrátným. Po nich však bránu přeleze temná postava, jejíž identita v tuto chvíli ještě není odhalena. V hostinci U Skákavého poníka se Frodo představí jako pan Podhorský a najme si od hostinského, Ječmínka Máselníka, pokojík. Máselník dává najevo, že by mu hobiti z Kraje měli něco důležitého připomenout, ale nedokáže se upamatovat. Ve společenské místnosti jsou pak hobiti představeni místním a Frodo se vydává za autora připravované knihy o hobitech žijících mimo Kraj. Frodo je znepokojen tajuplným cizincem, vysokým mužem, který hovor hobitů napjatě poslouchá. Máselník prozradí, že je to jeden z potulných hraničářů a říká se mu Chodec. V dopise pro W. H. Audena Tolkien později prozradil, že objevení Chodce ho v tu chvíli překvapilo ne méně než Froda samotného – využil přitom variaci na jméno jiné plánované a zavržené postavy, hobita jménem Šlapák (Trotter).
Pipin zatím barvitě líčí historky z Kraje, včetně Bilbova večírku na rozloučenou, a Frodo se začne obávat, že by mohl něco prozradit. Proto vyskočí na stůl, aby odlákal pozornost, a pronese krátkou řeč. Pak začne na požádání zpívat jednu z Bilbových ztřeštěných písniček. Když ji opakuje, při tanci ze stolu spadne a nešťastnou náhodou si nasadí Prsten. Předstírá pak, že rychle prolezl mezi stoly, společnost je však pobouřena a některé podezřelé existence Froda vědoucně pozorují, šeptají si a spěchají pryč z místnosti. Chodec Frodovi naznačí, že zná jeho pravé jméno a že s ním chce o něčem důležitém mluvit, a soukromě promluvit si později chce také hostinský.

#### 10. Chodec
Chodec se představí Frodovi, Samovi a Pipinovi jako člověk, který je již od rozloučení s Bombadilem sleduje – činí tak však proto, že ví o Frodově misi a snaží se mu pomoci. Varuje, že Černí jezdci se již objevili v Hůrce a že jsou strašliví – sám se nabídne jako zkušený průvodce. Obezřetný Frodo chce znát odpověď na některé otázky, mezitím však dorazí také hostinský Máselník a svěří se, že má dopis pro Bilba Pytlíka od Gandalfa – měl ho poslat již před třemi měsíci, na věc však zapomněl. V dopise se píše, že Frodo má co nejrychleji odcestovat ze Dna pytle a zamířit přes Hůrku do Roklinky. Chodec je představen jako důvěryhodný člověk, jehož pravé jméno je Aragorn a o němž hovoří verše, že „až zkují ostří polámané / nekorunovaný bude zase králem“. Sam je stále podezřívavý, avšak Frodo se rozhodne muži důvěřovat.
Aragorn pak potvrdí, že se verše skutečně vztahují k němu a ukáže hobitům zlomený meč Narsil, který kdysi patřil Elendilovi a který se zlomil v boji proti Sauronovi. Obraz zlomeného meče spojeného s královskou linií je přitom jedním z mnoha přímých odkazů na severskou mytologii, jež román nabízí – uchovány jsou tak například úlomky Sigmundova meče Gramu, zlomeného Ódinem a obnoveného pro Sigmundova syna Sigurda. Krátce poté vrazí do pokoje také Smíšek a oznámí, že viděl Černé jezdce. Aragorn se neobává, že hostinec přímo napadnou, i tak však přízemní pokoj určený hobitům opustí a na zbytek noci se uchýlí do salónku.

#### 11. Nůž ve tmě
Kapitola začíná popisem útoku Černých jezdců na dům v Rádovsku, kde vyděšený Cvalimír Bulva ztropí poplach. Jezdci napadnou také pokoj v hostinci, kde měli hobiti původně spát a rozsekají polštáře a prádlo, které jsou v postelích místo nich, rovněž zaženou všechna zvířata ze stájí. Ráno si pak hobiti s Aragornem musejí pořídit drahého poníka od Vilíka Potměchutě, kterého podezřívají, že je s nepřítelem spolčen; nové zvíře pojmenují také Vilík. V následujících dnech pak společně putují divočinou a překročí Komáří močály. V noci vidí na vrcholku blízkých kopců záhadné záblesky. Právě tím směrem pak skupinka zamíří. Zatímco kráčejí k troskám věže Amon Sûl na vrchu Větrov, vypráví Chodec o dnech Posledního spojenectví elfů a lidí; Sam pak nečekaně zazpívá písničku o elfském králi Gil-Galadovi, kterou se naučil od Bilba. Na vrcholku kopce najdou značky, o kterých usoudí, že je mohl zanechat Gandalf. Pravděpodobně byl na místě před třemi dny a záblesky, které viděli, znamenaly, že se bránil přepadení.
Když si povšimnou, že se Černí jezdci blíží ke kopci, ukryjí se v dolíku na stráni a rozhodnou se přečkat noc právě zde. Rozdělají oheň a Aragorn zpívá o dávné lásce člověka Berena a elfky Lúthien, která se pro něj vzdala nesmrtelnosti a dala vzejít linii, z níž pochází Elrond, ale také králové Númenoru. Aragorn se vůči své vyvolené Arwen, Elrondově dceři, nachází v podobné situaci jako Beren vůči Lúthien a je zjevné, že si uvědomuje, že ho čekají mnohé útrapy, má-li získat její ruku. Jedná se o jednu z řídkých zmínek o Aragornových aspiracích v této bolasti – informace o příběhu Aragorna a Arwen se v hlavním textu Pána prstenů objevují jen v náznacích a z „hobitocentrického“ románu byly přesunuty do Dodatků, jakožto jejich nejdůležitější součást. Nepřátelé zaútočí později v noci. Frodo si nasadí Prsten a je schopen vidět přízraky v podobě bledých králů. Nejvyšší z nich jej bodne nožem. Aragorn s planoucími větvemi se snaží útočníky zahnat. Frodo si posledních sil Prsten znovu stáhne a omdlévá.

#### 12. Útěk k brodu

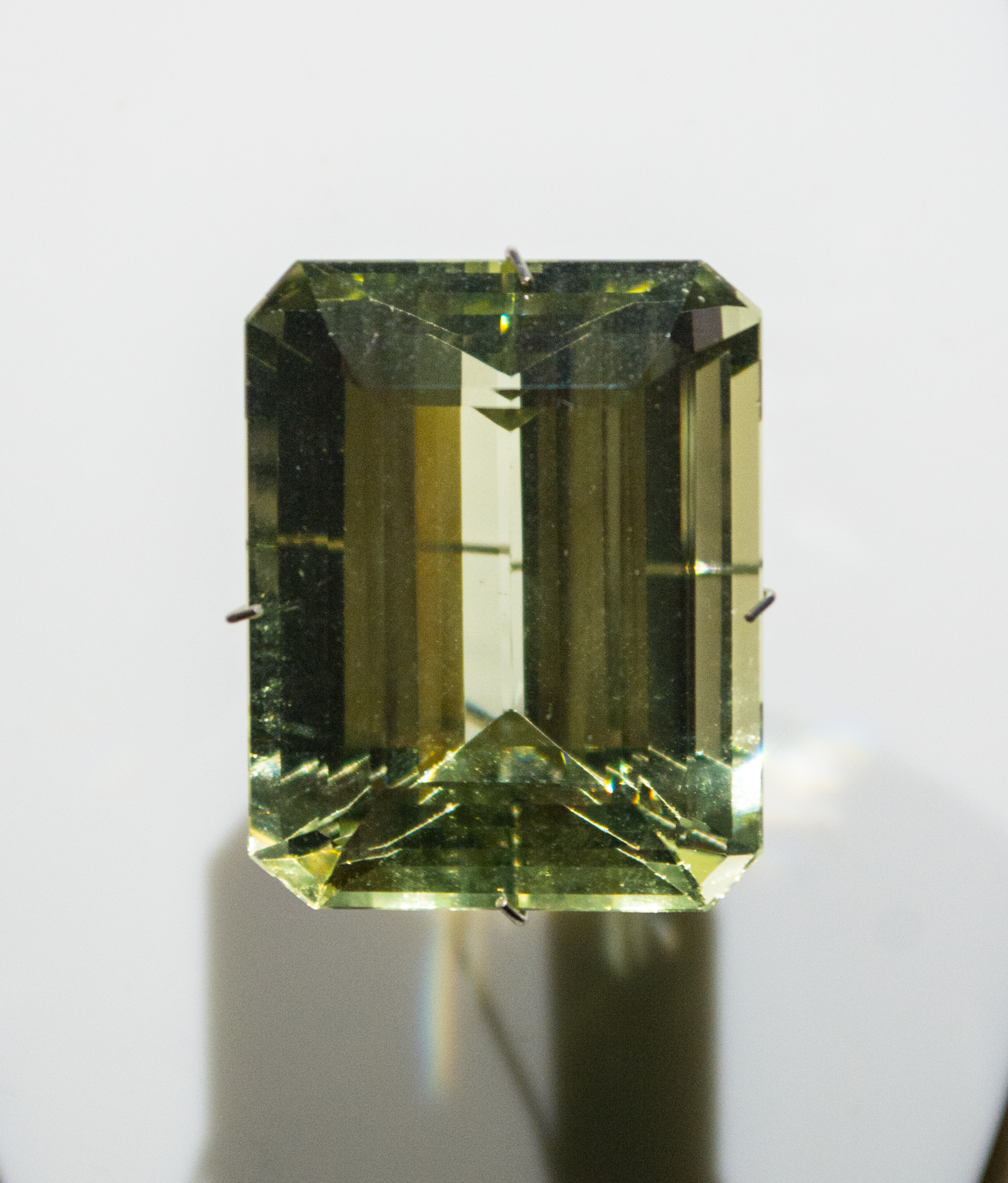
Zelený drahokam beryl, který Aragorn nalezne na mostě přes Mitheithel, nese symbolický náboj

Aragornovi se podařilo zahnat Černé jezdce, byť nechápe, proč nezaútočili znovu. Pokouší se ošetřovat zraněného Froda, rána však byla zasazena prokletým morgulským nožem a v zasaženém rameni zůstala ulomená špička. Po úsvitu je Frodo vysazen na poníka a skupinka pokračuje dále divočinou. Když po Posledním mostě překračují řeku Mitheithel (Mšenou), naleznou tam beryl, zelený drahokam, snad jako znamení. Beryl je významný nejen svou vazbou na elfy, ale také na Aragorna samotného, byť si to čtenář v této fázi příběhu zatím neuvědomuje – později je však ozřejměno, že Aragornovo jméno Elessar (Elfkam) souvisí s Berylem, jejž dostal od Arwen či Galadriel a který symbolizuje jeho předpovězené povolání ke královské moci.
Během dalšího putování narazí na tři zkamenělé zlobry z Bilbova dobrodružství, o němž se vypráví v románu Hobit. Sam o nich zazpívá svou vlastní humornou píseň. Když později dorazí k cestě, uslyší koně – není to však Černý jezdec, jak se obávají, nýbrž elf Glorfindel, vyslaný z Roklinky na pomoc. V původním náčrtu textu měl být jednoznačně totožný s Glorfindelem ze Starých časů a měl hovořit o svém původu v Gondolinu. Tato pasáž se však nakonec v románu neobjevuje, a jelikož Glorfindel z Prvního věku zemřel při pádu Gondolinu, vznikl po vydání Silmarillionu zmatek v otázce, zda jde o tutéž postavu. Později vydané Tolkienovy texty však odhalují, že skutečně mělo jít o téhož hrdinu, když se v reinkarnované podobě vrátil ze Západu pravděpodobně jako Gandalfův společník.
Glorfindel, Aragorn a hobiti se vydají směrem k Elrondovu sídlu, avšak když se blíží k brodu, zaslechne elf blíží se přízraky. Frodo se veze na Glorfindelově koni Asfalothovi; elf proto zvířeti přikáže, aby ujíždělo, a Frodo se dostane přes řeku. Černí jezdci mu vyhrožují a dožadují se Prstenu, když však sami vjedou do brodu, přivalí se povodeň a smete je.

### Děj druhé knihy

#### 1. Mnohá setkání

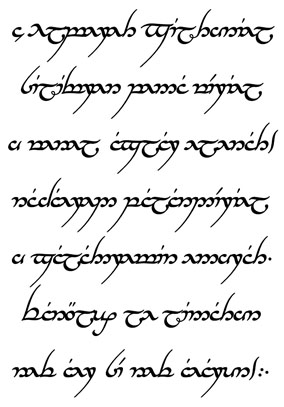
Píseň „A Elbereth Gilthoniel“ napsaná v sindarštině a vyvedená v elfských tengwar

Zotavující se Frodo se probouzí v Roklince. Gandalf, jenž sedí u jeho lůžka, vysvětluje, co se stalo: on sám byl zdržen, ale řeka, kterou ovládá moc pána Elronda, se převalila přes Černé jezdce, a přestože je podobný útok nedokáže zničit, jsou alespoň na čas zahnáni. Na hostině, která následuje, spatří Frodo jak Elrondovu sličnou dceru Arwen, tak trpaslíka Glóina, jednoho z účastníků výpravy proti draku Šmakovi. Glóin vypráví novinky o obnově Království pod Horou, Dolu a Meddědovcích; do Roklinky přijel, neboť si dělá starosti o jiného z trpaslíků, Balina.
Posléze se Frodo setká také s Bilbem, kterého již roky neviděl. Ukáže se, že Bilbo žije v Roklince, zná se s Aragornem, a dokonce spolu soupeří ve verších. Zazpívá dlouhý zpěv o bájném Eärendilovi, přítomní elfové však nejsou schopni rozlišit, které části jsou jeho a které hraničářovy. Poté zaznívají další písně; přímo v textu je uvedena „A Elbereth Gilthoniel“ napsaná ve smyšlené sindarštině. Popisy Roklinky a dalších míst v okolí Mlžných hor vycházejí z Tolkienových zážitků během návštěvy Švýcarských Alp v roce 1911. Na základě Tolkienovy trasy se předpokládá, že údolí Roklinky bylo inspirováno údolím Lauterbrunnen.

#### 2. Elrondova rada
Na verandě Elrondova domu se sejde společnost významných návštěvníků i mocných a moudrých z Elrondovy domácnosti. Hovoří se o vzestupu zla, ke kterému v poslední době dochází – od trpaslíků, kteří odešli znovu osídlit opuštěné podzemní sídlo známé jako Morie, nepřicházejí žádné zprávy a u Osamělé hory se Sauronův posel snažil vyzvědět něco o hobitech a „nejmenším z prstenů“, který jeden hobit „kdysi ukradl“. Elrond pak vypráví o Posledním spojenectví elfů a lidí na konci Druhého věku, kdy byl Sauron za cenu četných obětí poražen a Prsten mu byl vzat Isildurem, synem krále Elendila. Isildur byl však následně přepaden a Prsten se na dlouhý čas ztratil.
Boromir, syn gondorského správce Denethora vypráví, co jej přivedlo do Roklinky – přichází na základě snu, který tvrdí, že znovu procitne Isildurova zhouba a že má vyhledat zlomený Elendilův meč v Roklince. Po jeho slovech je odhalena Aragornova identita – pochází z Isildurova rodu, a je tedy královským dědicem. A zatímo Gondor odolává na jihu Nepříteli vojenskou silou, dědicové zaniklého království Arnor putují divočinou jako hraničáři a střeží klid Severu. Román zdůrazňuje nejen hodnotu příjemného společenského života hobitů, ale také cenu asketicismu v ústraní, se zřetelným odkazem ke středověkým konceptům mnišství a sebepřemáhání – Aragorn je sice královským dědicem, čas však tráví nebezpečnou prací v divočině nejen bez ocenění, nýbrž dokonce bez vědomí těch, které ochraňuje.

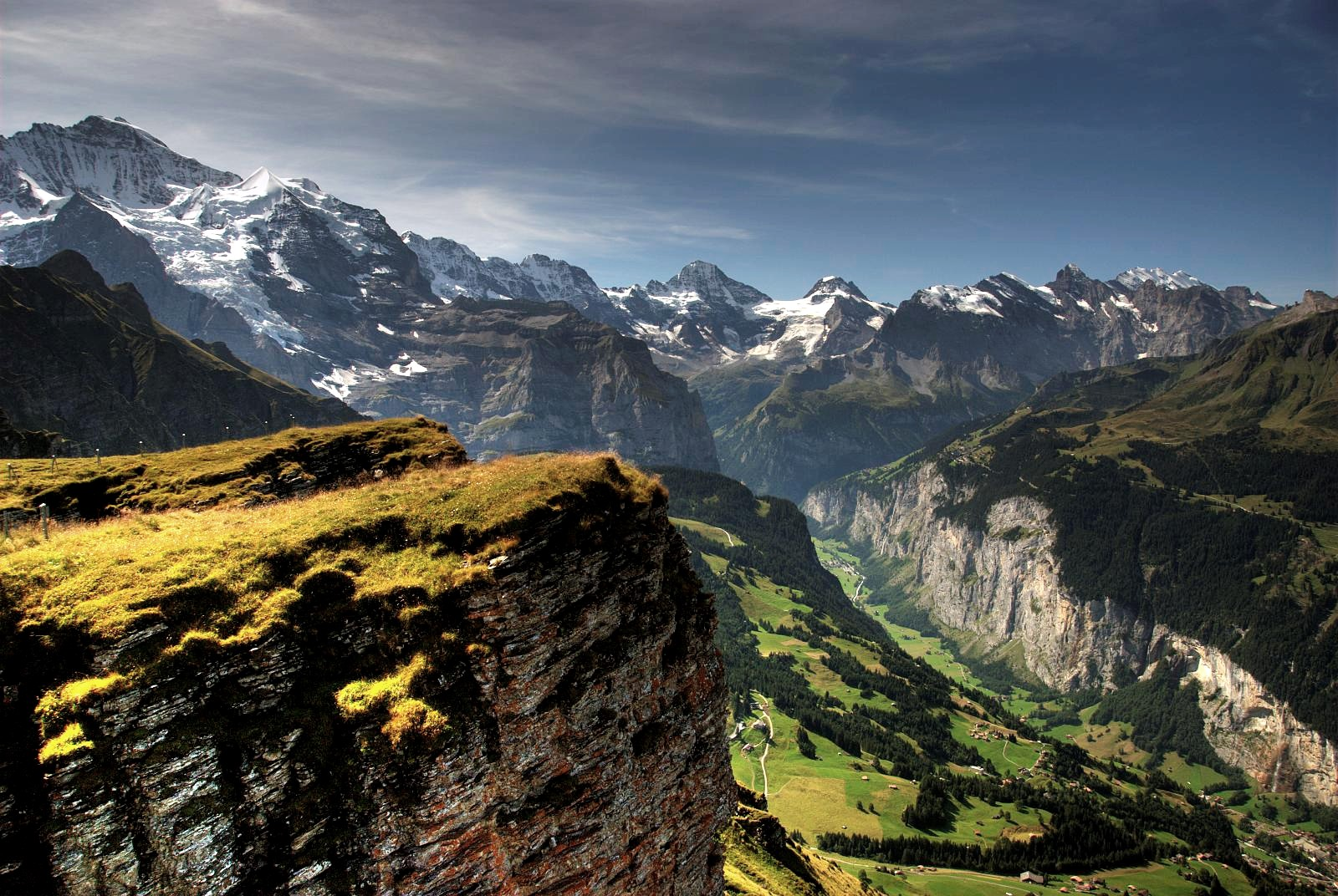
Údolí Lauterbrunnen je předpokládanou inspirací pro elfskou Roklinku

Poté hovoří Bilbo o tom, jak získal Prsten od Gluma pod Mlžnými horami. Gandalf a Aragorn vyprávějí o dlouhém pátrání po Glumovi, jež skončilo jeho zajetím, výslechem a předáním elfům v Temném hvozdu; ukázalo se však, že Glum byl při svých toulkách lapen v Mordor a prozradil Sauronovi, že Prsten je nalezen a že jej získal hobit Pytlík. Čaroděj mluví také o tom, jak v archivech nalezl Isildurův popis, a když artefakt podrobil zkoušce v ohni, nápis v černé řeči na něm skutečně vyvstal. Elf Legolas sdělí, že také on přichází s nešťastnou zprávou: Glum elfům uprchl. Gandalf pak naváže vzpomínkou na to, jak se setkal s čarodějem Radagastem Hnědým a jak jím byl varován, že Černí jezdci pátrají po Kraji. Gandalf napsal Frodovi vzkaz (který ovšem Máselník neodeslal) a vydal se pro radu a pomoc za Sarumanem Bílým, největší z čarodějů a hlavou Bílé rady. Ukáže se však, že Saruman také pase po Jednom prstenu, a Gandalf je uvězněn na vrcholku jeho věže Orthank. Zde zůstal, dokud jej neosvobodil orel Gwaihir. Ze země Rohan poté vyrazil ke Kraji, ale Frodo byl v té době již na cestě; Gandalf pak na Větrově odrazil útok Černých jezdců a do Roklinky dorazil pouhé tři dny před Prstenem.
Rada se poté obrátí k otázce, co si počít s mocnou zbraní Nepřítele. Uvažuje se o povolání Toma Bombadila, avšak je zřejmé, že kdyby svěřili Prsten jemu, okamžik zkázy by tím jen oddálili. Ani elfové v Šedých přístavech, Lórienu či Roklince nemají moc artefakt skrývat; a ani vhození Prstenu do moře se nezdá být vhodným řešením. Zůstává pouze jediná cesta k vítězství: zničit Prsten jeho vhozením do ohňů Hory osudu, kde byl ukován. Boromir sice navrhuje, že by měli zbraň použít proti jejímu tvrci, ale Elrond tuto možnost důrazně zavrhne – neboť užívání Prstenu by jeho nositele zničilo a strhlo ke zlu. Zůstává pak otázka, kdo Prsten do Morodur ponese. Nejprve se přihlásí Bilbo, s tím, že chce dokončit, co započal; po něm se však nabídne Frodo a Elrond potvrdí, že úkol je zjevně určen pro něj. Jako první z jeho společníků si místo zajistí Samvěd Křepelka. Námětem některých čtenářských diskusí bývá otázka, proč k cestě do Mordoru nevyužít orly. Postavy samotné se touto možností vůbec nezabývají. Kromě pravděpodobných zjevných úskalí takového postupu (upoutání Sauronovy pozornosti) hraje roli také duchovní hledisko – úkol, zničení Prstenu, je v mytické či pohádkové logice neoddělitelně spojen s cestou, která je pro dokončení úkolu nutným předpokladem.

#### 3. Prsten putuje k jihu

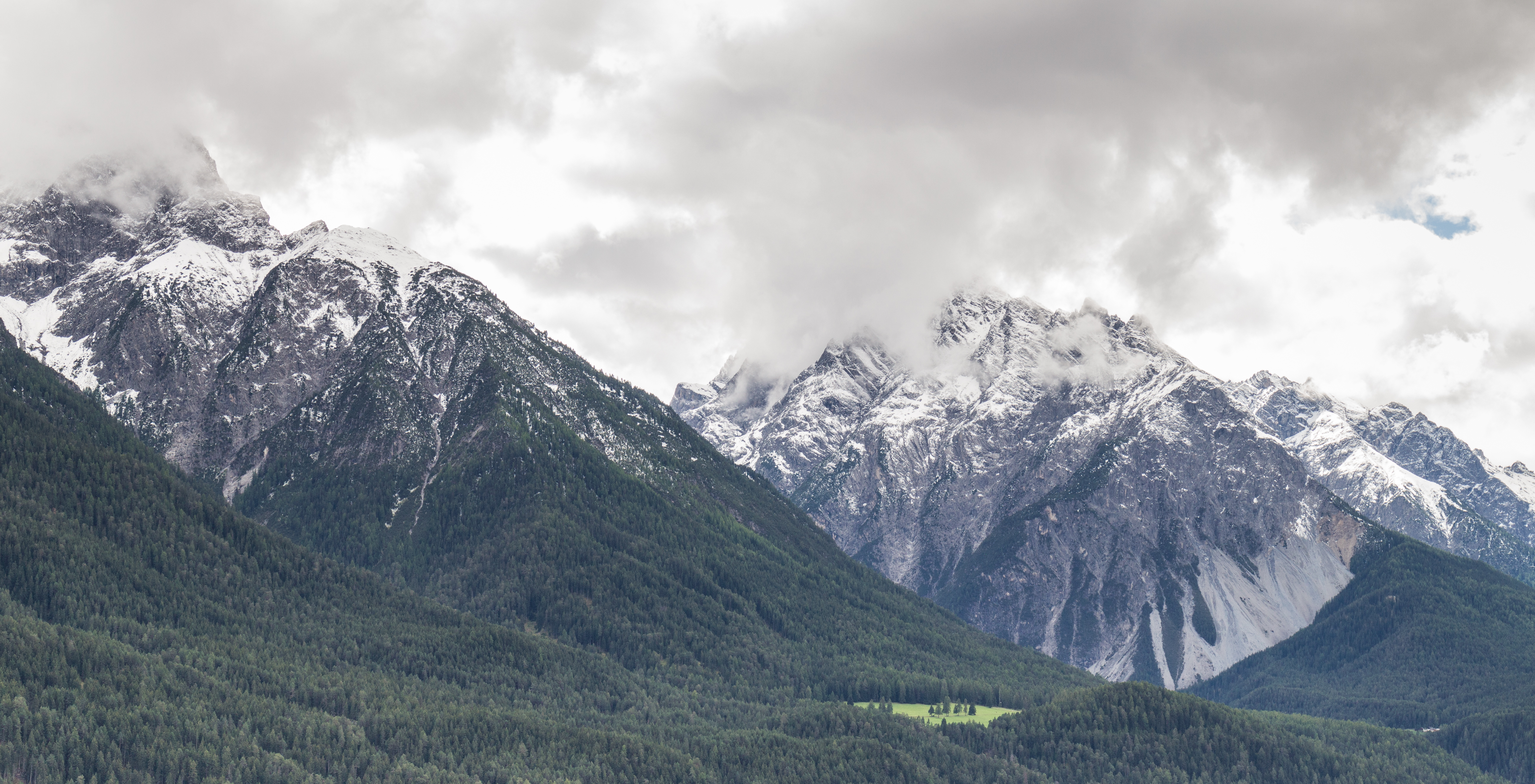
Švýcarské Alpy, které Tolkien navštívil v roce 1911, posloužily jako zdroj inspirace pro popisy přechodu Mlžných hor

Po jednání rady začíná období čekání. Z Roklinky jsou vysíláni špehové, aby zjistili, jaké kroky podniká Nepřítel a co je s Černými jezdci, a hobiti v domě stráví téměř dva měsíce. Pak, uprostřed zimy, konečně přichází čas vyrazit: kromě Sama si právo doprovázet Froda získají také Pipin, Smíšek, Gandalf, Aragorn, Boromir, Legolas a Gimli, syn Glóinův – společně mají nést jméno Společenstvo Prstenu. Elfí kováři pro Aragorna znovu zkují Elendilův meč a jeho nositel jej pojmenuje Andúril, Plamen Západu. Také Frodo odchází nově vyzbrojen – Bilbo mu předá meč Žihadlo, jejž si obstaral na svých dobrodružstvích, a především nesmírně vzácnou mitrilovou kroužkovou košili.
Z Roklinky vyrazí Společenstvo na východ na jih podél Mlžných hor. Ač trpaslík Gimli navrhuje, že by hory mohli překonat podzemní cestou přes Morii, Gandalf Společenstvo vede k průsmyku Rudá brána pod vrcholem hory Caradhras. Během překračování opuštěné oblasti Cesmínie (Eregionu) si povšimnou hejna vran, které bylo zjevně vysláno na výzvědy, a tak pokračují v nejvyšším utajení. Když však vystoupají ke Caradhrasu, zasype je sněhová vánice, i když není jasné, zda je jejím původcem Sauron, nebo samotný Caradhras. V závějích přečkají noc, i díky tomu, že Gandalf kouzlem rozdělá oheň; je však jasné, že pokračovat dál nemá smysl, a tak se společenstvo obrátí nazpátek. Zatímco lehký Legolas kráčí pro sněhu, Aragorn a Boromir prorážejí sníh a nesou hobity. Při návratu si opět povšimnou podezřelých ptačích hejn, patrně špehů Nepřítele. Počínání „zlé“ hory je jedním z mnoha případů, kdy je putování hrdinů mařeno zrádnými úskoky oživené přírody, a to v návaznosti na Algernona Blackwooda, kterého Tolkien četl a ke kterému se přímo odkazoval. Dobrodružství ve Starém hvozdu se obrací k obraznosti Blackwoodovy povídky „Vrby“ (The Willow), zatímco Caradhras „Okouzlení sněhem“ (The Glamour of the Snow).

#### 4. Cesta tmou
Boromir navrhuje, že by se mohli vydat přes Rohanskou bránu nebo projít do Gondoru přes přímořské oblasti, avšak obě cesty jsou neschůdné – první by vedla příliš blízko Železného pasu, kde sídlí Saruman, druhá by trvala příliš dlouho. Gandalf proto rozhodne, že nejlepším řešením bude využít cestu přes Morii, přestože je zřejmé, že v podzemí číhá nějaké temné nebezpečí. Než se však k Mlžným horách vůbec vydá, je společenstvo napadeno vlky a je nutné tasit zbraně. Do boje se zapojí svými ohnivými kouzly také Gandalf; po rozednění se však ukáže, že po vlcích nezůstala žádná těla. Poté se hrdinové vydají ke Stěnám Morie. Řeka Sirannon, která odtamtud teče, je přehrazená a údolí je zaplaveno slizkou stojatou vodou. Před vstupem do Morie ještě Gandalf propustí poníka Vilíka, který by podzemím projít nedokázal, a čeká se, až vysvitne měsíc a hvězdy. Jakmile se tak stane, objeví se brána Morie. Gandalf zpočátku marně vymýšlí heslo, které by dveře otevřely, nakonec si však uvědomí, i díky Smíškově poznámce, že nápis na dveřích neříká „promluv, příteli, a vejdi“, nýbrž „řekni přítel a vejdi“. Heslem je sindarské slovo „mellon“, které znamená „přítel“.

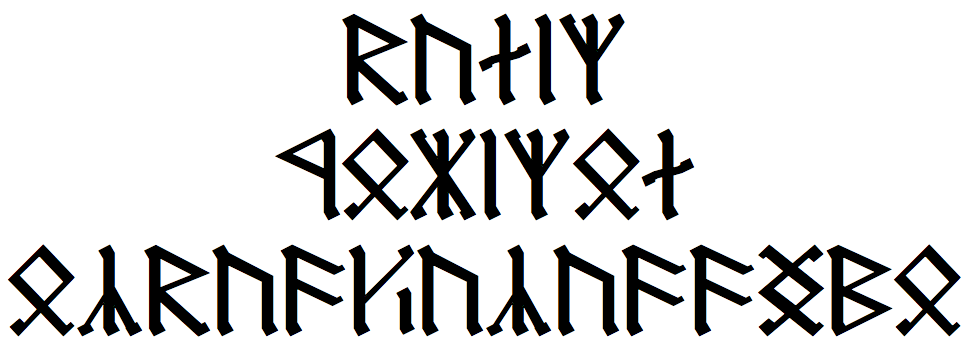
Nápis na Balinově náhrobku v runovém písmu cirth říká: „Balin, syn Fundinův, pán Morie“

Dveře se sice otevřou, na společenstvo však zaútočí chapadly nestvůra z vody. Hrdinové uniknou do Morie, cesta za nimi je však zavalena a pokračovat dál mohou pouze napříč doly. Vydávají se na několikadenní pochod napříč nebezpečnými hlubinami, kde je snadné zabloudit nebo spadnout do propasti. Na jedné ze zastávek vhodí Pipin kámen do studny a v dáli se nakrátko ozve zvuk kladívka. Během další cesty zazpívá Gimli píseň o slávě Morie v dávných dobách, kdy byla nazývána Khazad-dûm, a v následném rozhovoru se odhalí, že bohatství tohoto sídliště vycházelo především z těžby mitrilu, pravostříbra. Frodo se nezmíní o tom, že vzácnou Bilbovu drátěnou košili z mitrilu, která má větší cenu než celý Kraj, má právě na sobě. Kapitola končí nalezením Balinova hrobu – je zjevné, že trpaslíkova snaha o znovudobytí Morie ztroskotala. Nápis na náhrobku je v knize vyveden v runách cirth (angerthas). Použitím téhož písma Tolkien zhotovil rovněž faksimili tří stránek z knihy Mazarbul, které bývají v některých novějších vydáních v knize přetiskovány.

#### 5. Můstek v Khazad-dûm
U Balinova náhrobku nalezne družina kromě zbytků po střetech se skřety také ohořelou knihu. Z ní se dozví o tom, jak po zákeřném zásahu šípem zemřel Balin, a o posledním boji obklíčených trpaslíků. Když se zvenčí ozve bubnování, uvědomí si Gandalf, že také oni se nechali lapit do pasti. Skřeti zaútočí a dojde k zuřivému boji, kdy se dveře pokouší prorazit jeskynní obr; mohutný skřetí náčelník zasáhne Froda kopím a vrhne jej proti zdi. Aragorn hobita uchopí a celé společenstvo se dá na útěk. Frodo je však, zdá se, nezraněn a může pokračovat po svých, což všechny udiví. Gandalf nakrátko zůstane u dveří, které se pokusí zajistit proti pronásledovatelům, je však odmrštěn a ukáže se, že stojí proti vyrovnanému soupeři – záhadné a mocné bytosti, která skřety vede.

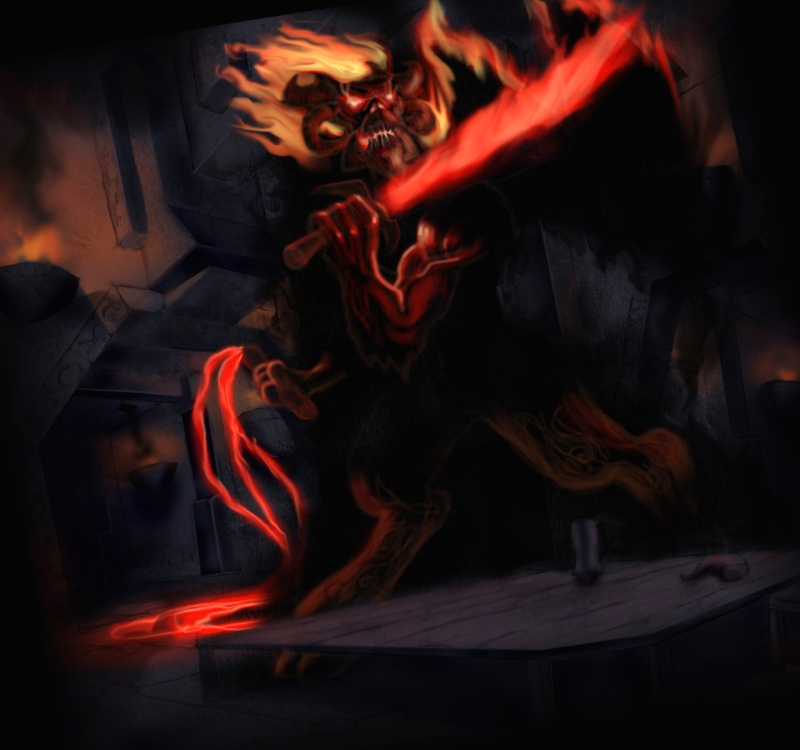
Vyobrazení démonického balroga, také známého jako Durinova zhouba

Prchající pak pokračují směrem k východní bráně Morie a procházejí sály, jež jsou v plamenech. Objeví se dva skalní obři, kteří hodí přes oheň kusy kamene jako můstky. Zjeví se pak stínová postava s planoucí hřívou a Legolas v ní rozpozná balroga, Durinovu zhoubu, démonického nepřítele z dávných časů. Společenstvo prchá přes můstek, Gandalf se však zastaví na něm a otočí se, aby démonu čelil. Dramatický střet končí zničením můstku a pádem obou soků do propasti. Aragorn pak odvádí společenstvo pryč z Morie, do Rmutného dolu, kde je družina přemožena smutkem za padlého čaroděje. Průchod podzemím bývá srovnáván se sestupem do podsvětí, jenž bývá jedním z vrcholů hrdinské cesty v mýtech a eposech, například v Odyssei nebo Aeneidě. Klasickým návštěvám podsvětí odpovídá Morie i řazením událostí: Aeneasovi ukáže cestu věštkyně Sibyla (v románu čaroděj Gandalf), vstup do hlubin se nachází v blízkosti jezera, během putování zažívají hrdinové nouzi o vodu, objevuje se podsvětní strážce (Cháron, v románu balrog), je nutné opustit blízkou osobu (Aeneův otec Anchísés, v románu Gandalf) a putování končí odpočinkem v rajské lokalitě (Elysejská pole, v románu Lórien). Sestupů do podsvětí lze u Tolkiena nalézt více: Odulino doupě, Aragorna na Stezkách mrtvých, cestu Berena a Lúthien do Angbandu či bloudění Bilba skřetími chodbami v Hobitovi.

#### 6. Lothlórien
Zarmoucené společenstvo se na okamžik zastaví u Kheled-zâram, Zrcadlového jezera, na jehož dně podle pověstí trpaslíků spočívá Durinova koruna a čeká na jeho probuzení. Pak zamíří sěrem k lesům Lothlórienu (Lórienu), podle Legolasových slov nejkrásnější sídliště elfského lidu. Při další cestě si družina povšimne, že ji od Morie sleduje jakýsi tvor. Frodova zranění se naštěstí ukážou být malými: odhalí se, že byl ochráněn mitrilovou košilí a ostatní se její nesmírné vzácnosti obdivují. Při překročení řeky Nimrodel, pojmenované po dávné elfí dívce, zazpívá Legolas píseň o nešťastných milencích Amrothovi a Nimrodel. O něco dále narazí v lese na elfskou hlídku vedenou Haldirem. Elfové jsou opatrní, avšak ochotní je do své říše vpustit. Noc stráví společenstvo na talanu, dřevěné plošině v koruně stromu. Ráno se pak dozví, že se objevila početná skřetí družina, strážci ji však odlákali dále do lesa, aby ji zahubili.
Haldir vede společenstvo do samotného srdce Lórienu mezi Anduinou a Stříberkou. Druhou jmenovanou řeku musejí překročit po laně. Vzhledem k nedůvěře mezi trpaslíky a elfy je vyžadováno, aby si Gimli nechal zavázat oči. Trpaslík to zcela odmítá a hrozí, že družinu opustí, zasáhne však Aragorn a navrhne, že se zavázanýma očima půjdou všichni. Cestou hovoří o situaci Lórienu: je sice chráněn, ale v okolí se množí zlo. Haldir je ohledně budoucnosti pesimistický a předpokládá, že Stín nebude poražen, nanejvýš dočasně, aby elfové mohli odplout přes moře na Západ. Hrdinové minou elfský oddíl mířící na sever do střetnutí se skřety a dorazí k Amrothově pahorku posetém zlatými kvítky elanoru. Když Frodo vyšplhá na podlaž, vidí na jihu město Caras Galadhon, srdce Lórienu – ovšem dál za ním, za Anduinou, se temně zvedá jižní část Temného hvozdu, kde leží Dol Guldur, pevnost Nepřítele. Aragorn zatím u úpatí kopce vzpomíná na Arwen. Lórien je po Roklince druhým elfským sídlem, kde dochází k uklidnění děje a tematizaci Starých časů. Avšak zatímco v Roklince elfové na Blaženou říši jen vzpomínají, v Lórienu žije její fragment.

#### 7. Zrcadlo Galadriel

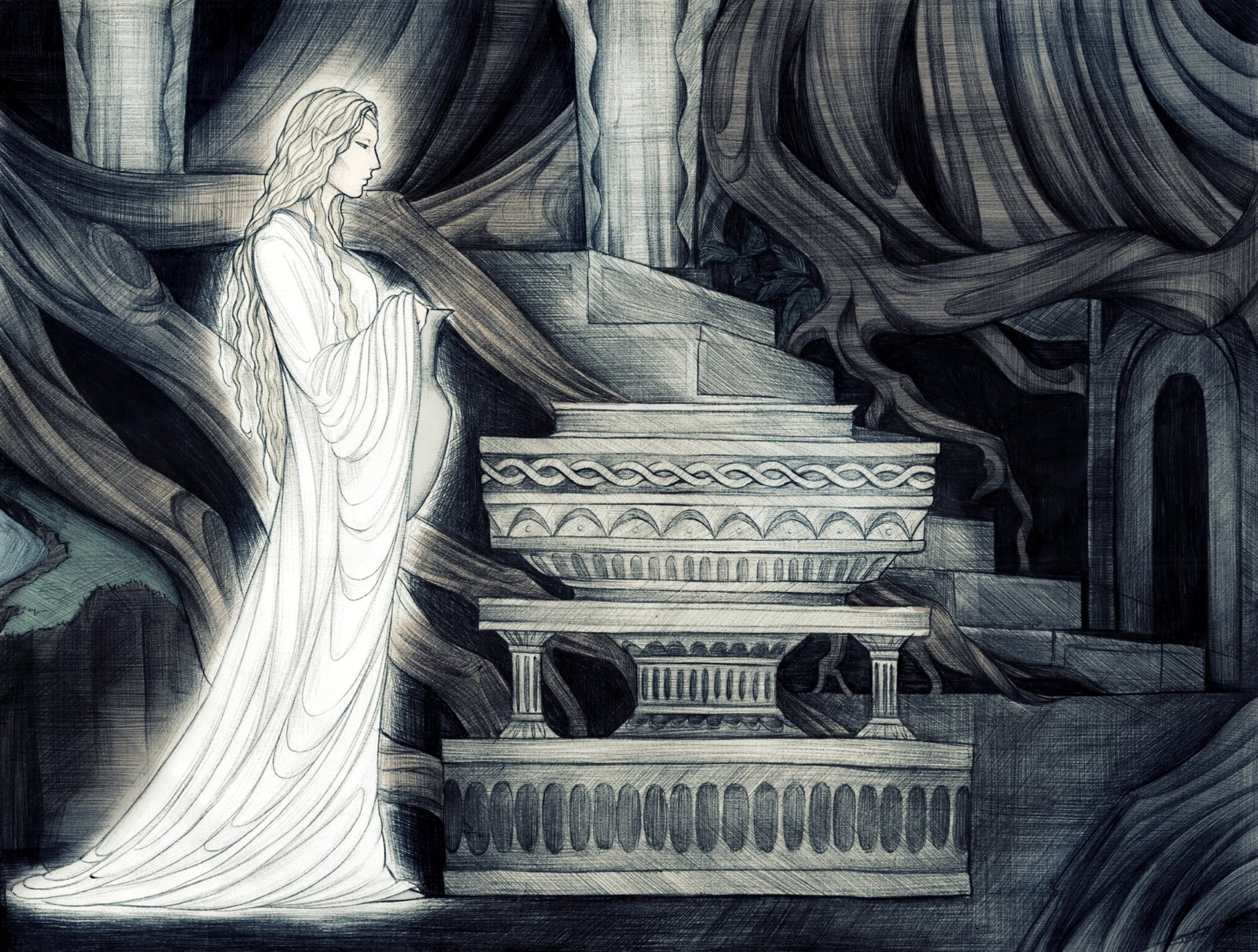
Lothlórienská královna Galadriel

Haldir odvádí společenstvo do stromového města Caras Galadhon. Na palouku v jeho středu se tyčí mohutný mallorn s mnoha podlažími. Hrdinové vystoupají nahoru a setkají se s vládci: Paní Galadriel a jejím chotěm Celebornem. Aragorn vypráví o jejich dosavadní cestě a o Gandalfově pádu v boji s balrogem. Galadriel zkoumá mysli hrdinů a utěšuje je povzbudivými slovy; ke Gimlimu mluví tak laskavě, že k ní trpaslík okamžitě zahoří obdivem.
V noci pak zpívají elfové žalozpěv za Gandalfa a svými verši se přidávají také Frodo a Sam. Společenstvo pak v Lórienu nabírá síly a čas utíká až nadpřirozeně rychle, jak si postavy později samy povšimnou, jako by elfská říše měla svá vlastní pravidla existence. Paralelu je možné hledat v pohádkové faerie z anglických a skotských pověstí a příběhů o bezčasých místech (jako Země Nezemě z příběhu J. M. Barrieho. Pobyt v Lórienu nese až snové kvality, což také není náhoda – v Tolkienově mytologii je Irmo Lórien vládcem snů, jedním z Valar.
Před odjezdem přivede Galadriel Froda a Samvěda ke svému Zrcadlu, v nichž lze vidět věci, které byly, které jsou i které by mohly být. Když do něj nahlédne Sam, vidí neplechu v kraji, kácení stromů a industrializaci – je zneklidněn, ale zpět domů nemůže a lituje, že vůbec chtěl vidět elfská kouzla. Frodovi se v Zrcadle Galadriel zjeví putující čaroděj a Bilbo u stolu, po něm pak Moře, lodě a gondorské město Minas Tirith. Nakonec se scény promění v Sauronovo oko. Galadriel Frodovi sdělí, že Sauron po jejich záměrech sice pátrá, ale nedokáže je odhalit, přičemž hobitovi prozradí, že ona sama je také nositelkou prstenu moci – Nenyi, Prstenu s diamantem. Frodo, oslněný moudrostí a mocí elfské královny, nabídne, že jí Jeden prsten předá. Galadriel odhalí, že o této možnosti dlouho uvažovalo a že by mohla povstat jako Temná královna. Pokušení a touhu po moci však dokáže překonat. Někteří komentáři zmiňují u této scény vazby na mariánskou estetiku – v loretánské litanii je označována jako „rosa mystica“ (mystická růže dlící, podobně jako Galadriel, v uzavřené zahradě), „speculum justitiae“ (zrcadlo spravedlnosti) a „virgo potens“ (panna mocná).

#### 8. Loučení s Lórienem

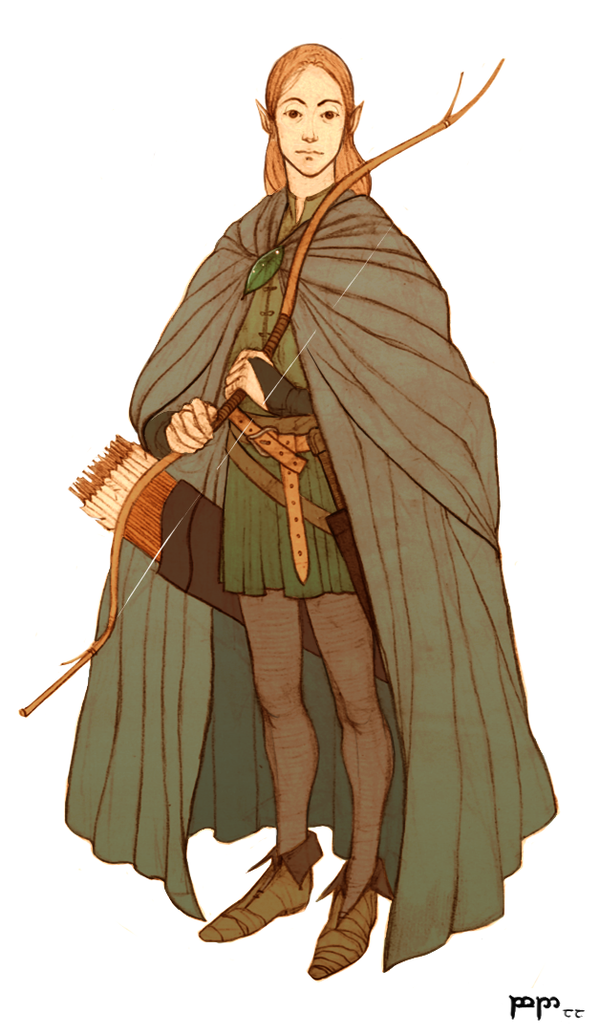
Vyobrazení elfa Legolase

Celeborn a Galadriel oznámí družině, že je nutné, aby pokračovala v cestě. Stále není rozhodnuto, zda zamířit do Minas Tirith, jak navrhuje Boromir, nebo se k Mordoru přiblížit od severu. Elfové opatří společenstvu čluny, na kterých se mohou plavit po Anduině a rozhodnutí alespoň o pár dní ještě odložit. Boromir i nadále prosazuje myšlenku zamířit i s Prstenem do Gondoru, i když se nevyslovuje přímo. Na cestu dostane společenstvo také elfské šaty a pláště a cestovní chléb lembas, jenž vydrží podivuhodně dlouho. V přístavišti se nalodí do tří člunů a Sam je potěšen, že s sebou berou také dlouhé a pevné elfské lano. Když vyplují, objeví se za ohybem řeky labutí loď Celeborna a Galadriel. Elfská vládkyně hraje na harfu a loučí se se společenstvem písní o Starých časech a moři.
Celeborn pak ještě naposledy promluví o nebezpečích cesty, zejména varuje před podivným lesem Fangornem. Pak následuje udílení darů. Aragorn dostane zdobenou pochvu na meč Andúril a sponu s jasně zeleným kamenem, který odpovídá Aragornovu elfskému jménu Elessar (Elfkam). Boromir obdrží zlatý opasek, Smíšek a Pipin stříbrné opasky, Legolas luk s tětivou z elfských vlasů. Samvěd je podarován šedivou krabičkou s prstí a semeny. Gimli tvrdí, že mu jako dar stačí, že viděl Galadriel, když však královna naléhá, vysloví se trpaslík, že touží po pramínku jejích zlatých vlasů; dostane tři. Frodo Pytlík dostane lahvičku s Eärendilovým hvězdným světlem, které mu má posloužit, až všechna ostatní světla pohasnou. Jedná se o stopu pravého světla Dvou valinorských stromů z počátku věků. Část světla Stromů přežila v silmarilech a část záře silmarilů přežívá v lahvičce; světlo je roztříštěno podobně jako sám Frodo. Jde o jeden z nejdůležitějších využití motivu světla v celém příběhu a protiklad k temnotě Jednoho prstenu. Když pak společenstvo odplouvá, slyší Frodo další Galadrielinu píseň, tentokrát v quenijštině. Gimli hovoří s Legolasem o tom, že návštěva Lórienu zranila jeho srdce, neboť ví, že již nikdy neuvidí nic krásnějšího než paní Galadriel.

#### 9. Velká řeka
Společenstvo pluje po Anduině směrem k jihu, prozatím neobtěžováni nepřáteli. Míjejí pusté Hnědé země na východě a nad hlavami jim přelétají černé labutě. Časem doplují až k severní hranici Rohanu, země Pánů koní, s travnatými pláněmi bez stromů. Za noci si Frodo a Sam povšimnou, že za čluny plave kláda s očima – Glum, někdejší držitel Prstenu. Frodo pronásledovatele zažene mečem a ukáže se, že o Glumovi, který je sleduje od Morie, ví také Aragorn. Poté, co Glum uprchne, jej však již nespatří. Na obloze se objevují hejna ptáků a není jasné, zda družina není sledována. Legolas si na nebi všimne také lovícího orla letícího k jihu. Jedná se o dlouhou popisnou pasáž, ve které se může odrážet i psychika putujících postav – důraz na opuštěnost a bezútěšnost podhorské krajiny zdůrazňuje pocit osamění, který společenstvo zažívá. Objevením ptáků není zneklidněn jen čtenář, který v nich může rozpoznat literární předzvěst nebezpečí, ale také samy postavy, které si připadají sledovány, pozmění své plány a dál putují v noci.
Čluny dále pokračují k pahorkatině Emyn Muil, proud je však rychlejší, než Aragorn očekává, a během noční plavby málem vplují do peřejí Sarn Gebir. Když pádlují zpátky, zaútočí z východního břehu skřetí lučištníci, Froda ovšem zachrání zbroj a ostatní šípy minou, pravděpodobně i díky lórienským plášťům. Na nebi se pak zjeví okřídlený stín a Frodo ucítí v rameni ránu, kterou mu uštědřil černokněžný král. Legolas však bytost sestřelí a její identita zůstává pro společenstvo záhadou. Zbytek noci stráví na západním břehu, ráno pak čluny s obtížemi vynesou na stezku a přenesou do přístaviště za peřejemi. Tam stráví další noc a posléze pokračují v cestě. Anduina je vede kolem pilířů králů, mohutných soch Isildura a Anáriona zvaných Argonath. Nakonec se řeka rozšíří do jezera Nen Hithoel obklopeného kopci; za ním již padají Rauroské vodopády. Také v tomto případě lze uvažovat o vlivu autorovy švýcarské cesty, s horním tokem Rýna jako modelem pro Anduinu. Rýnské vodopády pak v mnoha ohledech, zejména svou velikostí a přítomností skalního ostrohu, připomínají Rauros.

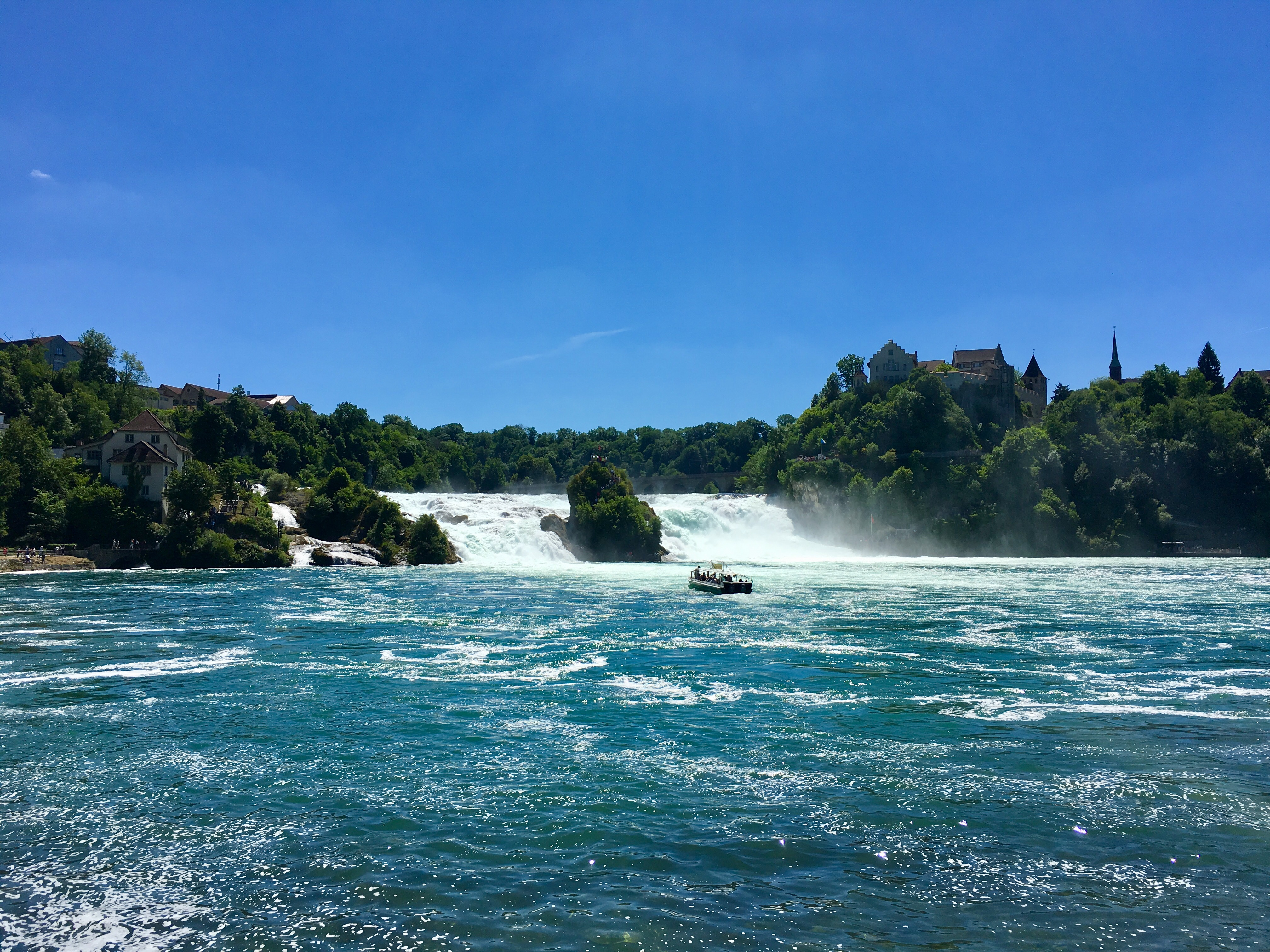
Rýnské vodopády jakožto největší evropské vodopády pravděpodobně ovlivnily Tolkienovu představu Rauroských vodopádů

Pro společenstvo u Nen Hithoel nadchází čas zvolit, kudy pokračovat, zda po východním břehu k Mordoru, nebo po západním břehu k Minas Tirith. Potřeba rozhodnutí nejznatelněji tíží Aragorna, u kterého dochází k proměně: volí mezi rolí praktického Chodce, který pomáhá přežít v divočině, a rolí královského Aragorna, který se pozvedá k moci – což je pozice antitetická k Frodově úkolu zničit Prsten, a odstranit tím možnost dosažení absolutní moci jednotlivcem.

#### 10. Rozbití společenstva
Hrdinové táboří na palouku Parth Galen. Aragorn je ale znepokojen, a když Frodo vytáhne Žihadlo, namodrale se leskne – je zjevné, že skřeti nemohou být příliš daleko. Aragorn sdělí Frodovi, že rozhodnutí, kudy se dát dál, je na něm; hobit si vyžádá hodinu na rozmyšlenou. Když bloumá v okolí, vyhledá ho Boromir a začne ho přemlouvat, aby Prsten „nezahazoval“ pošetilým pokusem odnést ho do Mordoru a aby jej místo toho odnesl do Minas Tirith. Když Frodo odmítne, Boromir se rozběsní. Frodo si Prsten rychle nasadí a dá se na útěk. Přestože Gondořan svého činu okamžitě lituje, je již pozdě. Boromirovo selhání (a jeho rozpolcenost mezi otce a krále, společenstvo a svou zemi, čest a hrdost, moc a moudrost) patří k často komentovaným a rozebíraným částem díla. Tom Shippey chápal Boromirův pád jako důsledek jeho přímo nevyřčeného postoje „účel světí prostředky“, díky kterému k němu Prsten pronikl. Naproti tomu Marjorie Burnsová uvažovala o Boromirovi především z hlediska vyprávění, jako nutně přítomný rušivý element, který je základem konfliktu, a Katharyn Crabbeová v něm viděla vyobrazení úpadku lidstva, od númenorské slávy k pouhé fyzické zdatnosti. Sám Tolkien zmiňoval Boromira jako argument proti výtkám vůči údajné morální černobílosti Pána prstenů.
Neviditelný Frodo vyběhne pod mocí Prstenu ve stínovém světě až na vrcholek kopce Amon Hen, odkud vidí, jak se ve všech krajích světa dala do pohybu moc Temného pána. Nakonec spatří i Barad-dûr, Temnou věž, a Sauronovo oko. Překoná sám sebe a stáhne si Prsten z prstu. Je mu však jasné, že společenstvo se rozpadá a že dál musí jít sám, aby ostatní ochránil od zlého vlivu. Ostatní členové družiny zatím rozmlouvají, jak by bylo nejlepší pokračovat a zda společenstvo nerozdělit. Aragorn navrhuje, aby do Mordoru šel Frodo, Sam, Gimli a on, popřípadě ještě Legolas. Když se vrátí Boromir, svěří se alespoň částečně s tím, co provedl, a prozradí, že se na Froda rozzlobil a že Frodo si nasadil Prsten a zmizel. Všichni, až na Samvěda, se vydávají hobita hledat, Sam však správně předpokládá, že se Frodo pokusí od společenstva a odplout na druhou stranu řeky. Na břehu Froda skutečně zastihne a přesvědčí ho, aby vzal s sebou alespoň jednoho společníka – Sama.

## Adaptace
V roce 1969 prodal Tolkien práva na zfilmování románu studiu United Artists. O rok později byl adaptací pověřen John Boorman, jeho verzi se však vzhledem ke změnám v managementu nepodařilo zrealizovat. Dochovaný scénář naznačuje, že se film měl od knih značně odchylovat, mnohem více než pozdější adaptace. Objevit se mělo mnoho scén sexuálního ladění (Frodo sváděný Galadriel, nahý Frodo pokrytý listím na křišťálovém operačním stole uprostřed zaplněného amfiteátru v Roklince, zatímco z něj mladičká Arwen odstraňuje střípek morgulského nože pod pohrůžkou násilí z Gimliho strany). Přítomny měly být také scény výrazně vynalézavé (Aragorn bojující se dvěma kusy Narsilu jako dvěma meči), halucinogenní či odkazující k šamanistickým rituálům (Gandalfovo urážení a bití Gimliho „pohřbeného“ v díře v zemi a zakrytého pláštěm, aby se trpaslík pod tíhou traumatu spojil se vzpomínkami svých předků a otevřel brány Morie zapomenutým jazykem).
V roce 1976 koupila práva společnost Saul Zaentz Company a režie se ujal Ralph Bakshi. První scénář napsaný Chrisem Conklingem Bakshi zavrhl, jelikož se příliš odchyloval od zdrojového materiálu. Použit byl nakonec přepracovaný scénář napsaný Peterem S. Beaglem, částečně z Conklingova textu vycházející, například v tom, že namísto Glorfindela zachrání Froda před brodem Legolas. Bakshiho adaptace byla vyrobena animační technikou rotoskopie a do distribuce vstoupila v roce 1978. Z hlediska příběhu zahrnuje Společenstvo Prstenu a první část Dvou věží.
Film Pán prstenů: Společenstvo Prstenu režiséra Petera Jacksona měl premiéru v prosinci 2001 a stal se neobyčejně úspěšným začátkem filmové trilogie Pán prstenů. Také zde byly proti předloze provedeny některé dílčí změny. Pro zajištění plynulosti děje byly události na scéně přeorganizovány ve stylu zavedených hollywoodských žánrů (akční film, buddy movie) a pozornost se soustředí především na Froda a jeho cestu, bez odboček k písním, básním a dílčím epizodám. Postavu Glorfindela nahradila Arwen, dobrodružství s Tomem Bombadilem je zcela vypuštěno.